# Велодвижение в Беларуси
Велодвиже́ние в Беларуси — использование велосипеда как утилитарного транспорта вместо автомобиля и автобуса, рекреации, а также активности направленные на улучшение инфраструктуры для велосипедистов: понижение бордюров, создание велодорожек разного типа, увеличение количества велопарковок и велогаражей, улучшение правил дорожного движения. По состоянию на 2020 год значительно уступает показателям трафика по сравнению с европейскими городами: 1 % велосипедного трафика в столице Минске, когда например в Берлине 12 % поездок совершается на велосипеде, в агломерации Копенгагена 50 %. Велодвижение имеет значение для улучшения здоровья людей (превентивная медицина), экологической обстановки в городах, решения проблем пробок, улучшения экономики города. Связано с общим развитием инфраструктуры средств персональной мобильности: электровелосипеды, самокаты, электросамокаты, сегвеи, моноколеса, гироскутеры, скейтборды, лонгборды, роликовые коньки, инвалидные коляски, детские коляски.
По исследованию 2020 года в Минске 76 % велосипедистов мужского пола, самый популярный тип велосипеда — горный, 62 % составляют велосипедисты в возрасте от 16 до 35 лет, 8 % используют шлем, 44 % ездят со светом, 10 % ездят на велосипеде круглый год, интенсивность велодвижение выросла на 38 % по сравнению с 2019 годом; наибольшее влияние на интенсивность движения велосипедистов оказывают погодные условия.
История развития городского велосипедного движения в Беларуси начинается с дорогого проекта обособленной велодорожки в Минске (2009) и продолжается дальнейшими попытками создать транспортную инфраструктуру без серьёзных финансовых затрат, например, в виде размеченных полос на тротуарах.

## Минское велосипедное общество
Основано в 2011 году группой активистов.
Задача организации — развитие велосипедного движения в его повседневном значении: городского велосипедного транспорта, «велокультуры», велосипедного туризма.
Одна из основных целей общества — развитие сети удобных велосипедных дорожек по всему Минску и всей сопутствующей инфраструктуры, превращение Минска в город, удобный для перемещения на велосипеде. МВО декларирует, что Минск — город с идеальными условиями для развития велоинфраструктуры: относительно плоский рельеф, широкие улицы и тротуары, относительная компактность. Проводит тематические мероприятия, конфреренции, работает с администрацией города.
С 2015 года в Минске проводит ежегодный велопарад/велокарнавал, во время которого на несколько часов блокируется проезд автотранспорта по проспекту Победителей (одна из главных улиц Минска). Количество участников в 2019 году составило более 20 тысяч, количество регистраций — около 12 тысяч.

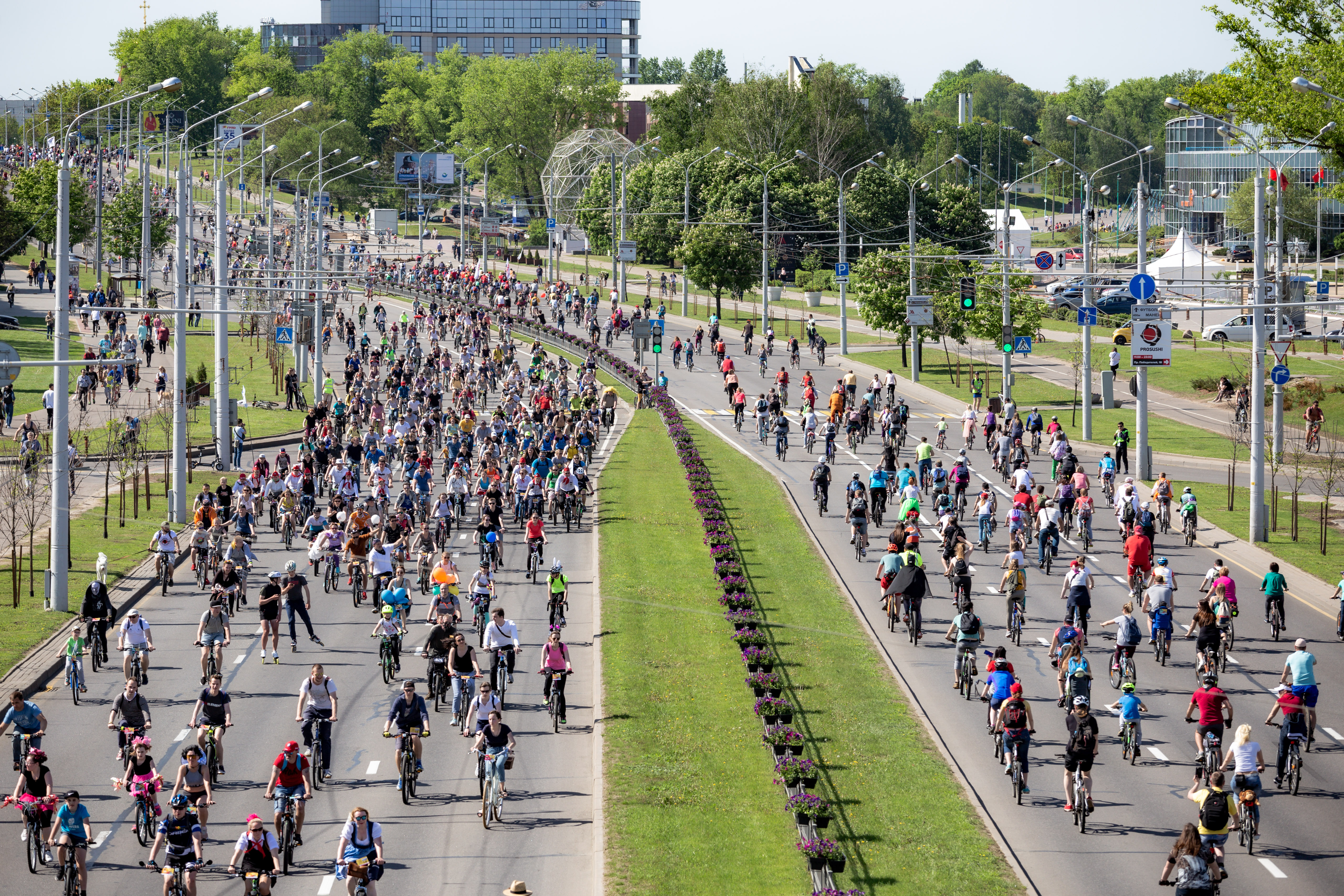
Ежегодный велопарад в Минске

Большая часть деятельности производится бесплатно (на волонтёрских началах): организация некоммерческая, хоть иногда и получает гранты на развитие проектов. В основном существует на пожертвования и членские взносы. На 2020 год годовой членский взнос составляет 27 BYN (~11 USD). Член организации получает доступ к скидкам от компаний-партнёров. На 2020 год количество членов организации: 625, за 2018 год присоединилось 113 новых участников. Членство в организации не накладывает никаких обязательств.
6 августа 2024 года Минским городским судом принято решение о ликвидации Минского велосипедного общества.

## Правила дорожного движения
28 ноября 2005 года Указом Президента Республики Беларусь № 551 «О мерах по повышению безопасности дорожного движения» была утверждена новая редакция ПДД, согласно которой велосипедисты получили уникальный в международном законодательстве статус участников дорожного движения, которым запрещено двигаться по проезжей части.
Движение на велосипеде должно осуществляться по велосипедной дорожке, а при ее отсутствии — по обочине, тротуару или пешеходной дорожке, не создавая препятствия для безопасного движения пешеходов. При отсутствии указанных элементов дороги или невозможности движения по ним допускается движение велосипедистов по проезжей части дороги в один ряд не далее 1 метра от ее правого края.Правила дорожного движения: пункт 148, глава 20
По словам Павла Горбунова (председатель общественного объединения Минское велосипедное общество) за этим изменением стояло нежелание ухудшать дорожный травматизм, который с ростом велодвижения определённо бы возник. Чтобы обезопасить присутствие велосипедистов на проезжей части пришлось бы оперативно создавать велосипедную инфраструктуру, на которую пришлось бы выделять средства и, что сложнее, менять дорожные приоритеты, которые в первую очередь в то время (и во многом сейчас) были направлены на удобство пользования автомобилем, а не на приоритет движения пассажирского транспорта, пешеходов или велосипедистов.
Велосипед должен иметь исправные тормозную систему, рулевое управление и звуковой сигнал, быть оборудован зеркалом заднего вида, спереди световозвращателем белого цвета, сзади — световозвращателем (световозвращателями) красного цвета, а с каждой боковой стороны — световозвращателями оранжевого цвета.Правила Дорожного Движения: глава 26. Основные положения о допуске транспортных средств к участию в дорожном движении, их техническое состояние, оборудование
Требование обязательного наличия зеркала заднего вида на велосипеде противоречит Венской конвенции о дорожном движении, к которой присоединилась Республика Беларусь.
При этом по Правилам дорожного движения Беларуси шлем обязательным не является.

### Об улучшении Правил дорожного движения
Минское велосипедное общество сформулировало свои предложения и рекомендации по улучшению ПДД в 2015 году, в рамках проекта по созданию городской велоинфраструктуры и устойчивой городской мобильности в Полоцке (2014—2017 года). В 2018 году предложения были включены в новый проект Закона РБ «О дорожном движении», который был подготовлен УГАИ МВД. В мае 2019 года были проведены общественные обсуждения законопроекта. 15 мая 2019 года экспертная команда проекта «Городское велодвижение в Беларуси» передала ГАИ свои корректирующие предложения в новую редакцию ПДД. По состоянию на 1 марта 2020 года законопроект не был утверждён. В предлагаемой редакции ПДД предусматривается возможность двигаться по проезжей части на успокоенных улицах, поскольку введено понятие «Зона с ограничением максимальной скорости движения» (до 30 км/ч), где велосипедисты будут иметь право двигаться по проезжей части. Велосипедисты смогут не спешиваться на регулируемых переходах, но обязаны при этом двигаться со скоростью идущего пешехода. На нерегулируемых переходах велосипедисты по прежнему будут обязаны спешиваться. Также в законопроекте предлагаются нововведения по разметке и информационным знакам и табличкам: введены понятие «дорога с велосипедной дорожкой», табличка «не касается велосипедистов», упрощено требование по маркировке велосипедной дорожки (формально теперь нет необходимости устанавливать знаки после каждого перекрёстка). Эти нововведения позволят проще организовывать велополосы на проезжей части и упростить их обозначение. В редакции убраны некоторые противоречия толкования приоритета проезда в различных случаях (например, 136 и 150 пунктов правил). По новым ПДД ожидается упрощение «зимних» правил — запрет на движение в снегопад и гололедицу теперь остаётся только при движении по проезжей части. По тротуару и велодорожке можно будет ехать на велосипеде в любую погоду. В новых ПДД убрано требование об обязательном наличии зеркала. Вводится обязательное требование по использованию на загородных дорогах в ночное время светоотражающих жилетов. Наконец, в новой редакции ПДД впервые появятся определения электровелосипеда и средств персональной мобильности, которые сейчас находятся в серой правовой зоне.
По словам Павла Горбунова и Евгения Хоружего, в новой редакции ПДД ожидаются значительные улучшения по большинству насущных вопросов за исключением важного пункта, который разрешает велосипедисту всё-таки двигаться по проезжей части или хотя бы выбирать, где двигаться — по проезжей части или тротуару. Позиция МВО остается неизменной: нужно со временем вернуть возможность передвигаться на велосипеде по проезжей части или, по крайней мере, давать решать самому велосипедисту где ему передвигаться безопасно (многие чувствуют себя как раз небезопасно на тротуаре среди пешеходов). Но, при этом понятно, что в настоящее время на крупных улицах больших городов при существующем скоростном режиме в 60 км/ч (во многих страны Европы — 50 км/ч) двигаться на велосипеде небезопасно.
Средства персональной мобильности (СПМ) являются новшеством и, в том числе, вызовом для стран Европы с развитой велоинфраструктурой. Преимущества СПМ (экологичность, экономичность, мобильность, скорость, отсутствие требования к большому пространству для парковки и для движения) по мнению Павла Горбунова приведут к тому, что города будут стремиться вписать их в своё пространство, адаптировать свою транспортную инфраструктуру, с некоторым регулированием кого допускать к движению, а кого нет, что несколько уравнивает положение Республики Беларусь, которой не нужно переделывать существующую велоинфраструктуру, а нужно создавать её с нуля, с остальными странами.

### Правила перевозки велосипедов в общественном транспорте

#### В поездах
«Правила перевозок пассажиров, багажа и грузобагажа железнодорожным транспортом общего пользования», утверждённые постановлением Совета Министров РБ № 609 от 17.07.2015, не выделяют велосипед как отдельный род предметов и для него действуют обычные правила перевозки ручной клади: сумма трёх измерений которых не должна превышать 200 сантиметров и весовых — не более 36 кг. Обычный велосипед лишь в полностью разобранном виде вписывается в габаритные нормы и перевозится в счёт нормы бесплатного провоза ручной клади. Частично разобранные велосипеды (снятое одно колесо или сложенная рама) редко удаётся вписать в это требование — в габарит вписываются только компактные модели. Если же габариты ручной клади (в том числе велосипеда) превышают 200 см по сумме трёх измерений, то перевозка производится при условии приобретения одного дополнительного полного проездного документа (билета). По словам Евгения Хоружего и Павла Горбунова, фактически закрепилась невозможность провезти велосипед без полной разборки бесплатно. При оформлении дополнительно проездного документа в плацкартные, купейные, СВ вагоны, разобранный и упакованный велосипед допускается размещать на выкупленном месте, при этом ручная кладь не должна создавать неудобства другим пассажирам.
В поездах городских линий разрешается перевозить велосипеды в неразобранном виде в вагоне № 3 не более трёх штук с обеспечением крепления к штанге, расположенной на площадке для крупногабаритной ручной клади. В поездах, сформированных из моторвагонного подвижного состава серии ЭПр в пятивагонном исполнении, разрешается перевозить велосипеды на специально оборудованных местах № 10, 11, 12 в вагоне № 4 (на один дополнительно оформленный проездной документ).
Эксперты Минского велосипедного общества Евгений Хоружий и Павел Горбунов положительно оценивают появление специально оборудованных мест для велосипедов в поездах БЖД. Однако они отмечают также, что текущая плата за перевозку велосипеда в неразобранном виде довольно велика, она равна стоимости билета на пассажира. Многие страны для стимулирования желаемой интермодальности (комбинирования экологичного велосипедного передвижения с экологичным железнодорожным сообщением) как раз делают послабление для велосипедистов.

#### В автобусах
В соответствии с новой редакцией «Правил автомобильных перевозок пассажиров», утверждённых постановлением Совета Министров РБ от 31.08.2018 № 636, с согласия автомобильного перевозчика можно перевозить велосипед в неразобранном виде на специально оборудованных для этого местах. По словам Сергея Дубины, начальника управления автомобильного и городского пассажирского транспорта Министерства транспорта и коммуникаций Республики Беларусь, это скорее намерение на перспективу и рекомендация производителям подвижного состава, работающего в городском и пригородном сообщении.
В черновом проекте изменения данных Правил, вынесенном на общественное обсуждение 2 мая 2019 года, отсутствовала возможность перевозки велосипедов. Представители МВО и экспертной команды проекта направили свои замечания и предложения в Минтранс и параллельно организовали небольшую общественную кампанию, создав на сайте petitions.by петицию с предложением разрешить провоз велосипедов в новых правилах автомобильных перевозок пассажиров. По словам Павла Горбунова (эксперт по велодвижению), появившаяся в результате компромиссная формулировка адекватна: перевозчик решает сам, готов ли он перевозить велосипедистов и при наличии или увеличении спроса может определить центральную площадку в автобусе (где можно перевозить, например, детские коляски) для размещения велосипедов или создавать навесные кронштейны крепления спереди и сзади автобуса. По словам Евгения Хоружего (велосипедный эксперт), в текущей редакции правил остается нерешённой проблема, с которой сталкиваются велосипедисты в Минске и других крупных городах, когда в случае неполадок с велосипедом или внезапной плохой погодой стало невозможно воспользоваться общественным транспортом даже не в час пик, не мешая при этом другим пассажирам. Велосипедисту остаётся в таком случае вызывать такси с объёмным багажником.

## EuroVelo

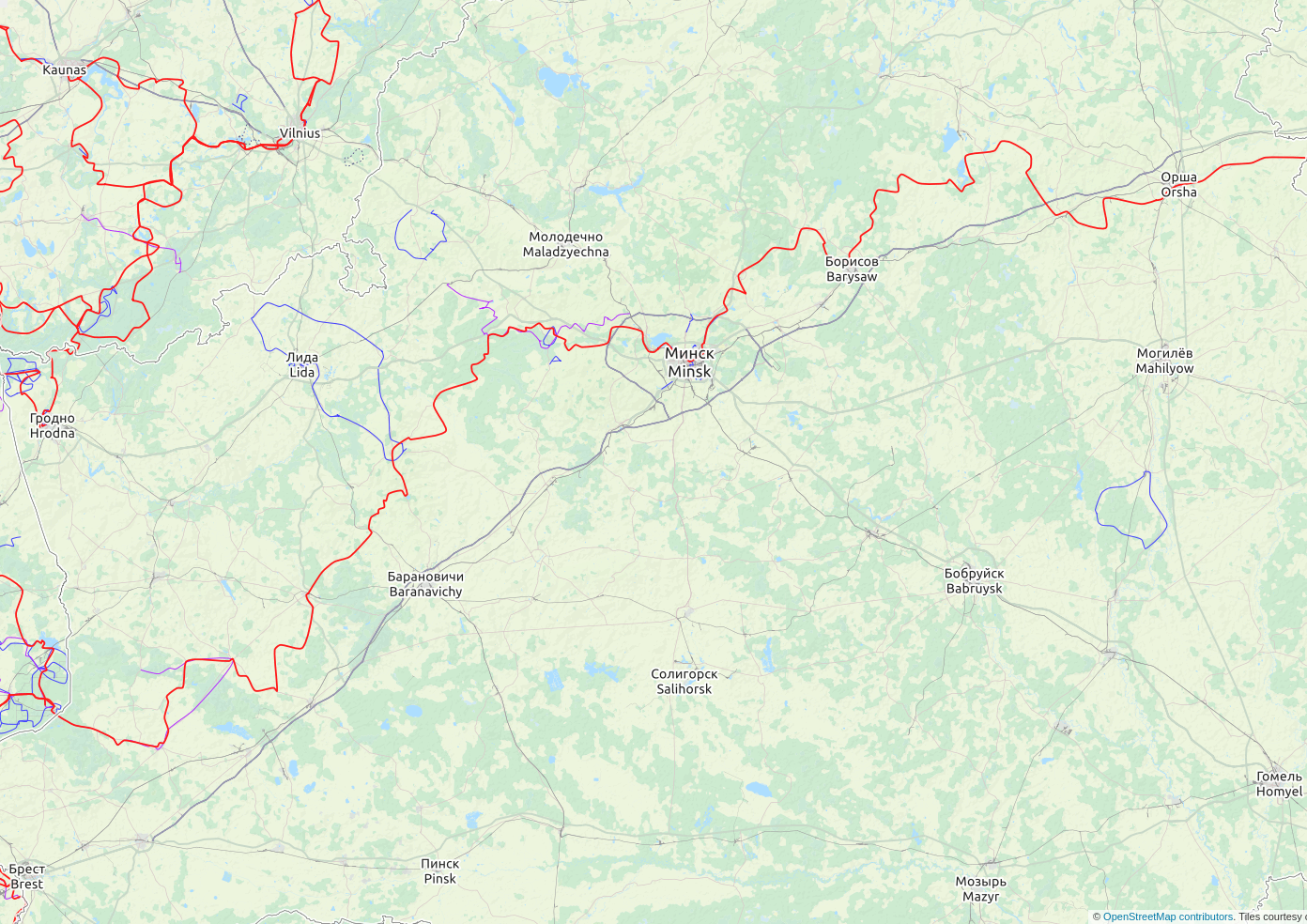
Скриншот [https://www.openstreetmap.org/#map=8/53.987/26.801&layers=C OpenStreetMap с маршрутом EuroVelo 2 по Беларуси

На территории Беларуси проходит часть EuroVelo — разработанный маршрут комфортный для велосипедистов, с достопримечательностями, местами для палаток и гостиницами. Маршрут проходит через Брест, Минск, Оршу. На каждом повороте установлены знаки и указатели, ориентирующие велосипедистов в нужном направлении. На знаках изображены пиктограммы, так что они будут понятны путешественникам, говорящим на любом языке.

## Общие планы городов и планы транспортного развития
Четкое обозначение необходимости создания велоинфраструктуры в генпланах городов позволило проектировщикам получить формальное основание для закладывания велодорожек в проект.
По словам Павла Нищенко, общие планы развития городов (генпланы) формируют самый первый уровень проектирования велоинфраструктуры, общее видение, в котором закладывается, где в перспективе будут проходить велодорожки (схемы велосипедной сети). В Генплане Минска на 2016—2020 годы впервые заложены схемы веломаршрутов, которые в будущем должны учитываться проектировщиками конкретных улиц. Тем не менее, сейчас эти схемы находятся в транспортном разделе Генплана, тогда как для дальнейшего развития необходим отдельный велосипедный раздел, считают эксперты по развитию велодвижения.
В основных положениях Генплана Минска несколько раз упоминаются принципы удобного города, в частности, впервые было заявлено, что Минск должен развиваться не как автомобиле-ориентированный город, а как город удобный для пешеходов и велосипедистов. Конкретные инфраструктурные проекты в городе, однако, реализуются вопреки принципам, декларированным в Генплане, поскольку принципы удобного города ещё не осознаны исполнителями, считают велоактивисты.
В 2018—2019 годах проходили общественные обсуждения Генпланов Бреста и Гродно. Отдельные предложения представителей ООВ «ВелоГродно» и экспертной команды проекта «Городское велодвижение в Беларуси» попали в проект общего плана города. Что касается общего плана Бреста, представители ИПУ «ЗаВелоБрест» и экспертной команды проекта внесли свои предложения в проект в 2018 году, но документ всё ещё окончательно не утвержден.
| Город  | Общий план города | План транспортного развития |
| ------ | --- | --- |
| Минск  | Декларируются принципы города, удобного для жизни | В Генплане заложены схемы веломаршрутов |
| Брест  | Разрабатывается, не утвержден | Должен быть разработан в 2019—2025 гг. |
| Гродно | Текст положений в разделе «Градо-строительные проекты по реализации генерального плана» дополнен следующим абзацем: «Комплексная схема развития велосипедного движения города и прилегающих территорий» | Предложение ВелоГродно по пересмотру структуры транспортных коммуникаций в части пешеходного, велосипедного и общественного транспорта в целях снижения экологической нагрузки, снижения необходимости выделения все больших площадей под автомобильное движение было не принято в связи с высоким уровнем автомобилизации населения г. Гродно. |
| Гомель | Утвержден в 2016 году, раздела по велодвижению нет | Должен быть разработан и утверждён в 2017—2020 гг. |

## Принятие национальной концепции развития велодвижения
Первая попытка отнестись к развитию городского велосипедного движения в Республике Беларусь стратегически была предпринята в 2010 году, когда Белорусская ассоциация экспертов и сюрвейеров на транспорте (БАЭС) совместно с ГАИ Минска разработали первую концепцию развития велодвижения в Минске. Её результатом стало появление списка улиц, на тротуарах которых наносилась специальная разметка. Кроме того предусматривалось создание выделенной велодорожки; планировалось, что по ней за день будет проезжать 300—500 велосипедистов. По состоянию на 2020 год по Свислочскому «велобану» (народное название велосипедной дорожке вдоль реки Свислочь) в наиболее интенсивное время проезжает 300—500 велосипедистов в час. В минской велоконцепции были смоделированы три сценария развития велодвижения — базовый, пессимистический и оптимистический. На момент создания концепции доля поездок оценивалась в 0,07 % от всех поездок (4 800 уникальных поездок в день). В 2016 году экспертам по развитию велодвижения стало ясно, что трафик превосходит даже оптимистический прогноз: доля утилитарных и рекреационных поездок на велосипеде составляла от 0,4 % до 1,2 % всех транспортных перемещений, или 69 000 уникальных поездок ежедневно (замеры и статистическое исследование УП «Минскградо», июнь 2016 года).
В 2016 году развитие велодвижения было заложено в План устойчивой городской мобильности в Полоцке и Новополоцке. К 2017 году были разработаны концепции развития велодвижения в Могилеве и Бресте. Однако в целом, по словам Павла Горбунова, ни один из городов не относился к велосипеду серьёзно, стратегически, с четким планированием и выполнением запланированных действий, отношение городских администраций было скорее декларативным, без особенного понимания комплекса необходимых мероприятий.
После продолжительной подготовительной работы 11 января 2018 года протоколом заседания Постоянной комиссии по обеспечению безопасности дорожного движения при Совете Министров Республики Беларусь была принята «Концепция развития велосипедного движения в Республике Беларусь» (или Национальная велоконцепция). Это стало прорывом в нормативном регулировании велосипедного движения. Согласно этому рамочному, определяющему документу к 2030 году доля поездок на велосипедах должна достигнуть:
● в крупных городах с численностью населения от 50 тысяч человек — до 8-10 %;
● в малых городах с численностью населения менее 50 тысяч человек и ПГТ — до 15-20 %;
● в агрогородках и сельских населённых пунктах — свыше 40 %.
Второй основной целью национальной велоконцепции является снижение количества пострадавших в ДТП велосипедистов и уменьшение количества погибших не менее чем на 25 % к 2030 году по сравнению с 2018 годом. Третьей целью поставлено создание условий для развития велотуризма.
Национальная велоконцепция устанавливает целевые индикаторы, но не предусматривает механизмов их достижения, ответственных исполнителей и отдельного бюджета. По словам Павла Горбунова, самые важные действия должны сделать местные власти городов на своём уровне, поскольку именно у них есть полномочия, ресурсы и понимание, что нужно делать с городом. Однако здесь важно системное отношение: разработать общую концепцию развития велодвижения, затем — рассчитанную на 5 лет стратегию, затем годовые планы действий, которые затем шаг за шагом исполнять, говорят эксперты по развитию велодвижения. По состоянию на сентябрь 2019 года стратегическое видение и детальные годовые планы действий по развитию велосипедного движения есть только у активистов и отдельных руководителей в Минске и Бресте. В результате типичной проблемой во всех остальных городах является реконструкция улиц без учёта велодвижения, притом, что эти улицы могут быть важны для устойчивой транспортной мобильности в городе.
Велосипед как средство отдыха и как средство для повседневных поездок в Беларуси становится популярным. Если ранее велосипедный транспорт преобладал в сельских районах и малых городах, то сейчас его использование резко возросло и в крупных городах. Велосипед является отличным вариантом для повседневных поездок, удовлетворяя потребности горожан в удобном транспорте для коротких перемещений. Развитие велосипедного транспорта наряду с общественным позволяет уменьшить использование личных автомобилей, улучшая качество городской среды и общественных пространств. Велосипед не наносит экологического ущерба, занимает минимум городского пространства и стимулирует активный образ жизни. Инвестиции в городскую велосипедную инфраструктуру являются одними из самых высокоокупаемых мероприятий, в том числе за счёт улучшения здоровья жителей и уменьшения затрат на медицинское обслуживание. Развитие загородной велоинфраструктуры, интеграция с общественным пригородным и междугородним транспортом позволит развивать велосипедный туризм, имеющий большой потенциал в Беларуси. Предметом настоящей Концепции являются меры на национальном уровне по устранению барьеров для развития велосипедного транспорта, велосипедного туризма и улучшению безопасности дорожного движения в части, касающейся использования велосипедов.из Концепции развития велосипедного движения в Республике Беларусь

## Велодвижение и устойчивое развитие
В 2020 году необходимость развивать велосипедное движение и популяризировать средства персональной мобильности впервые включена в проект очередного издания «Национальной стратегии устойчивого развития Республики Беларусь», являющейся основой программ социально-экономического развития страны в ближайшие 15 лет.

## Стратегические действия городов
После принятия Национальной велоконцепции в 2018 году Брестский и Гомельский облисполкомы разработали планы действий, в Минске был принят Стратегический план до 2020 года. Отдельные попытки стратегических действий предприняты исполкомами Бреста, Полоцка и Новополоцка, Гродно, Вилейки. Менее уверенные действия зафиксированы в Чаусах, Орше, Кобрине, Жодине и Лиде. Большинство готовых городских велоконцепций были созданы экспертами МВО, концепция города Гродно разработана экспертами ВелоГродно, концепция города Бреста разработана экспертами ЗаВелоБрест (при поддержке МВО и экспертной команды проекта «Городское велодвижение в Беларуси»).
Инструментом реализации Национальной велоконцепции на уровне городов является создание рабочих групп и городских советов при местных исполкомах. Такие советы становятся площадкой для обмена информацией, как максимум — органом, принимающим решения и ответственным за стратегичность действий. В идеальном случае в городские советы должны входить все вовлеченные в развитие велодвижения стороны: председатель или зампредседателя исполкома, общественные велоорганизации, ГАИ, финансовое управление, управления спорта и туризма, управление транспорта и связи, управление по идеологии, культуре и делам молодежи, комитет архитектуры и градостроительства, проектные организации, Гордорстрой, Горремавтодор, внешние эксперты, считают активисты велодвижения.
За два с половиной года действия проекта городские советы появились в Минске (2017), Бресте (2017) и Гродно (2018); рабочая группа при исполкоме была создана в Гомеле (2019). Решающую роль для содержательной работы городских советов или рабочих групп играет активность местных общественных велоорганизаций и политическая поддержка на уровне председателя исполкома города. По словам Олеси Округ, заведующей сектором спорта и туризма Брестского горисполкома, комиссия по развитию велодвижения при исполкоме формально существовала давно, но активизировалась лишь в 2017 году, когда удалось «наладить взаимопонимание между общественными активистами и городскими властями»:
В первую очередь, мы нашли взаимопонимание между любителями велосипедного движения и властью города. Изначально было много велосипедных обществ, которые только требовали действий от города. Проводились совещания, подписывались протоколы, принимались постановления — и со стороны самих активистов ничего не делалось. Когда мы просили дать предложения — что вы хотите изменить, покажите нам, на что обратить внимание — никакого взаимопонимания не было. За последние два года взаимопонимание достигнуто по всем пунктам. Работаем мы с одним велодвижением — ЗаВелоБрест, под эгидой которого объединились все брестские велоактивисты. Это люди, которые не просто говорят, но и делают, и делают многое.
По словам Павла Горбунова и Евгения Хоружего, для активизации работы в городах критически важна политическая воля высшего руководства города, что означает большое влияние человеческого фактора:
Городские администрации различаются по  отношению к развитию  велодвижения, и самое сильное влияние оказывает человеческий фактор. Всё держится на председателе или зампредседателя исполкома, который бы хотел это делать. И дальше все очень шатко потому, что люди часто меняют должности. Если успел подготовить и утвердить документ, есть шанс, что оно пойдёт дальше. Не успел — все ограничится годовым планом мероприятий по агитации езды на велосипедах и велопробегом. Часто бывает, если нет четкой поддержки со стороны председателя, то местное ГАИ зачастую придерживается позиции «развивайте велосипедное движение как угодно, только не лезьте к нам на проезжую часть». И это практически перечеркивает все возможности серьёзных изменений, особенно в маленьких городах. Если есть выраженный интерес и активность на уровне председателя или зампредседателя, городского ГАИ — там развитие велодвижения может пойти очень быстро. Если активность проявляет только управление спорта и туризма, подчиняющееся заместителю председателя, — их действий может не хватить на то, чтобы в городе появились велосипедные дорожки и другие изменения. Ведь вопросы создания велоинфраструктуры находится вне их полномочий.
| Города                 | Городская концепция развития велодвижения                                    | Стратегический пятилетний план      | Городские советы и рабочие группы при исполкомах |
| ---------------------- | ---------------------------------------------------------------------------- | ----------------------------------- | ------------------------------------------------ |
| Базовые города проекта |                                                                              |                                     |                                                  |
| Минск                  | Принята (2011)                                                               | Стратегический план на 2018—2020 гг | Был с 2017 по начало 2019                        |
| Брест                  | Принята (2020)                                                               | Концепция Симбиосити по 2050 год.   | Есть (2018)                                      |
| Гомель                 | Принята (2020)                                                               |                                     | Есть (2019)                                      |
| Гродно                 | Разработана (2019)                                                           |                                     | Есть (2019)                                      |
| Могилев                | Разработана (2016), разработана детальная концепция для центра города (2019) |                                     |                                                  |
| Вилейка                | Разработана (2018)                                                           |                                     |                                                  |
| Слоним                 | Разработана (2019)                                                           |                                     |                                                  |
| Другие города          |                                                                              |                                     |                                                  |
| Полоцк и Новополоцк    | Концепция вложена в принятый комплексный документ (ПУГМ)                     |                                     | Есть (2017)                                      |
| Лида                   | Разработана (2018)                                                           |                                     |                                                  |
| Солигорск              | Разработана (2018)                                                           |                                     |                                                  |
| Быхов                  | Разработана (2019)                                                           |                                     |                                                  |
| Чаусы                  | Разработана (2018)                                                           |                                     |                                                  |
| Мосты                  | Разработана (2019)                                                           |                                     |                                                  |
| Кричев                 | Разработана (2019)                                                           |                                     |                                                  |

Несмотря на то, что во многих городах уже появились разработанные концепции развития велодвижения, в некоторых городах созданы городские советы и рабочие группы при исполкомах, в период 2017—2019 годов практически не удалось добиться принятия стратегических пятилетних планов. Эксперт Павел Горбунов объясняет это тем, что такие планы накладывают на местные власти дополнительные обязательства, необходимость комплексных действий, по которым нужно отчитываться — при том, что для местных исполнительных властей, возможно, и так существует слишком много стратегий и планов, то есть для них это лишняя нагрузка. Кроме того, чиновники привычны к работе с годовыми городскими планами, тогда как создание пятилетней стратегии, на основе которой уже и разрабатываются конкретные годовые планы, воспринимаются как слишком абстрактные.
Стратегический план, принятый в Минске, изначально разрабатывался на три года, для остальных городов Минское велосипедное общество разрабатывает более долговременные стратегии чтобы задать общее направление и указать ориентиры развития велосипедного движения. Как отмечает Павел Горбунов, более детальный план действий означает более плотную работу с городом, и это же предполагает, что в городе должны быть местные активисты, которые будут инициировать конкретное наполнение городских годовых планов.

## Трудности закрепления стратегий развития велодвижения в городах
По мнению экспертов, несмотря на принятие Национальной велоконцепции и разработку городских стратегий развития велодвижения, на 2020 год подход городских властей к планированию городского и транспортного развития не удалось изменить: отработанная процедура проектирования остаётся во многом неизменной и не учитывает в полной мере недавно принятые программные документы.
Переход от Национальной велоконцепции к разработке стратегий осложняется высокой текучестью кадрового состава в городских исполкомах. Даже в Минске, где имеется подписанный стратегический план, в 2019 году сменилось руководство города и новое воспринимает план как необязательный. Совет по развитию велодвижения, созданный по инициативе зампредседателя горисполкома в 2018 году, после смены руководства города также приостановил свою активность. Ещё один пример — город Солигорск, в котором начатая в 2019 году работа по стратегическому планированию приостановилась, поскольку сменился председатель исполкома.
Ещё одна из причин — отсутствие в городских администрациях отдела, который бы занимался транспортным планированием. Если велодвижение вписывается в городскую транспортную политику, то городская транспортная политика должна соответственно меняться. Города должны начать управлять транспортным спросом, а не реактивно реагировать на транспортную ситуацию.
Увеличивается количество автомобилей и на улице образуется пробка. Если у города есть деньги — город начинает увеличивать количество автомобильных полос. Следовательно ещё больше людей покупает автомобили и через три года на этой улице новая пробка и надо ещё увеличивать количество автомобильных полос и уже убирать деревья. Всё это уже давно изучено в странах Евросоюза. Правильнее было бы управлять спросом за счёт платных парковок и других запретительных мер, чтобы в городе было нужное количество поездок на автомобиле. Нужно улучшать дорожную безопасность, законодательно делать скорость в городах 50 км/час, а не 60 км/час, менять характер улиц. У нас многие улицы — напоминают автострады. Надо чтобы автомобили двигались медленнее, а ситуация была более безопасная и пред-сказуемая.

Важно закрепить на законодательном уровне пирамиду приоритетов. Если мы тратим деньги города и выбираем, что нам построить автомобильную полосу или велодорожку и велосипедные гаражи, то правильнее выбрать второе. Нужно смотреть экономику и поощрять этот транспорт, сделать удобнее велосипедистам. Если сделать более удобные условия — люди поедут.Павел Горбунов и Евгений Хоружий: эксперты Минского Велосипедного Общества

## Инфраструктура

### Развитие инфраструктуры в 2017—2019 годах
В период 2017—2019 годах в белорусских городах процесс создания велосипедной инфраструктуры нормализовался: появляются и образуют более связанную сеть велодорожки, занижаются бордюры, устанавливаются велопарковки. В Минске произошли прорывные изменения по трём инфраструктурным элементам: появились велогаражи, организована велополоса на проезжей части в центре города, создан первый автоматизированный городской велопрокат. Велополосы на проезжей части (в том числе и в центре города), а также система автоматизированного велопроката в Бресте. В Гродно появились первые велогаражи и загородные автобусы с креплениями для велосипедов.

### Инфраструктура в Минске

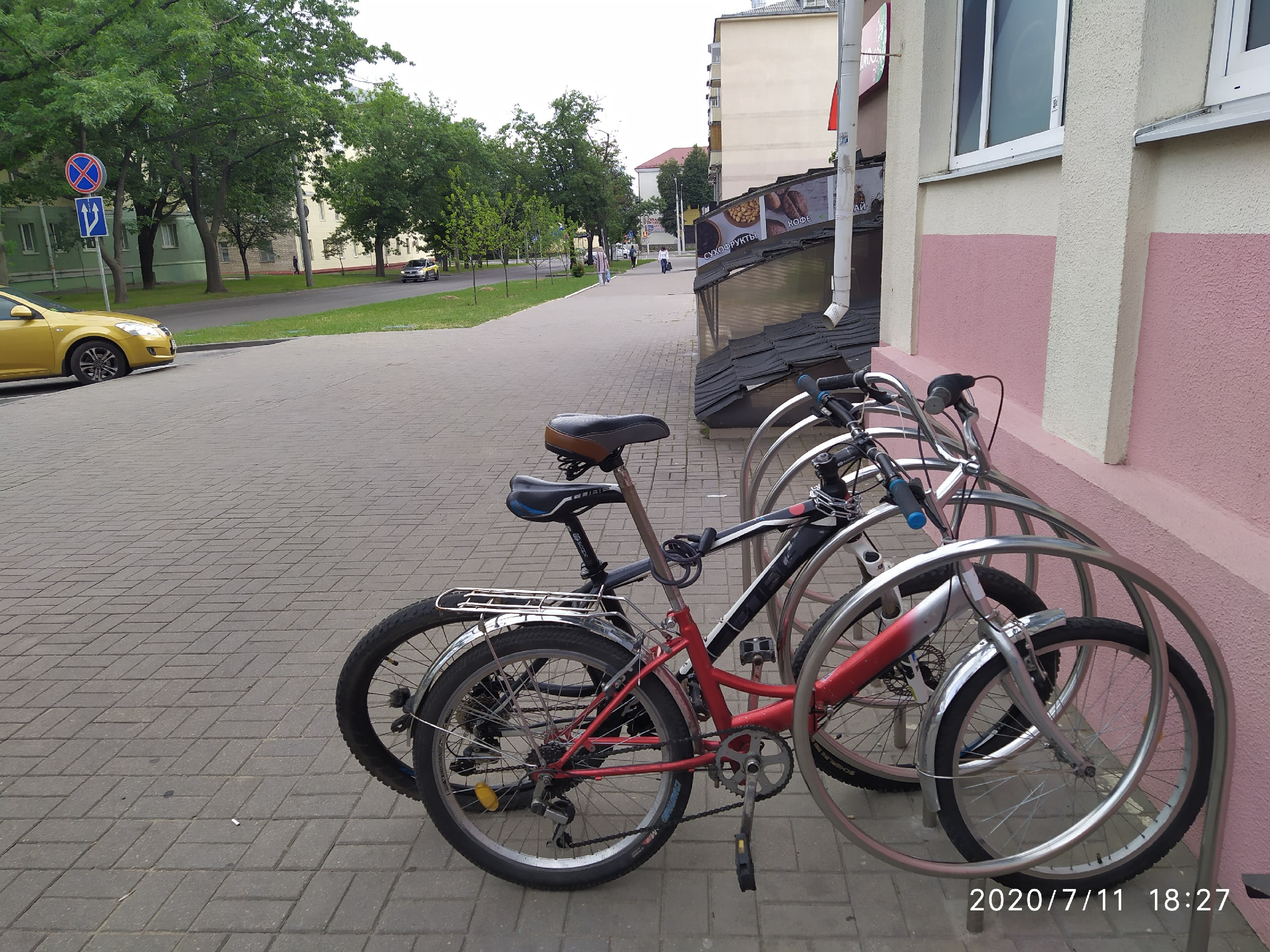
Два велосипеда на замке

Развитие велосипедной инфраструктуры в Беларуси начиналось с появления единичных, разрозненных, не связанных в сеть велодорожек в городах и за городом, часто неудовлетворительного качества. Также стояла проблема высоких бордюров.
В конце нулевых годов в городах начинают появляться обособленные и выделенные велодорожки; самый известный пример — создание «вело-бана» (народное название главной велодорожки) вдоль Свислочи в Минске в 2010 году. Часто материал таких велодорожек был плохого качества: плитка с фаской, которая вызывает заметную вибрацию при езде и более скользкая, по сравнению с асфальтом. Часто ширина велосипедной или пешеходной частей дорожек была недостаточна.

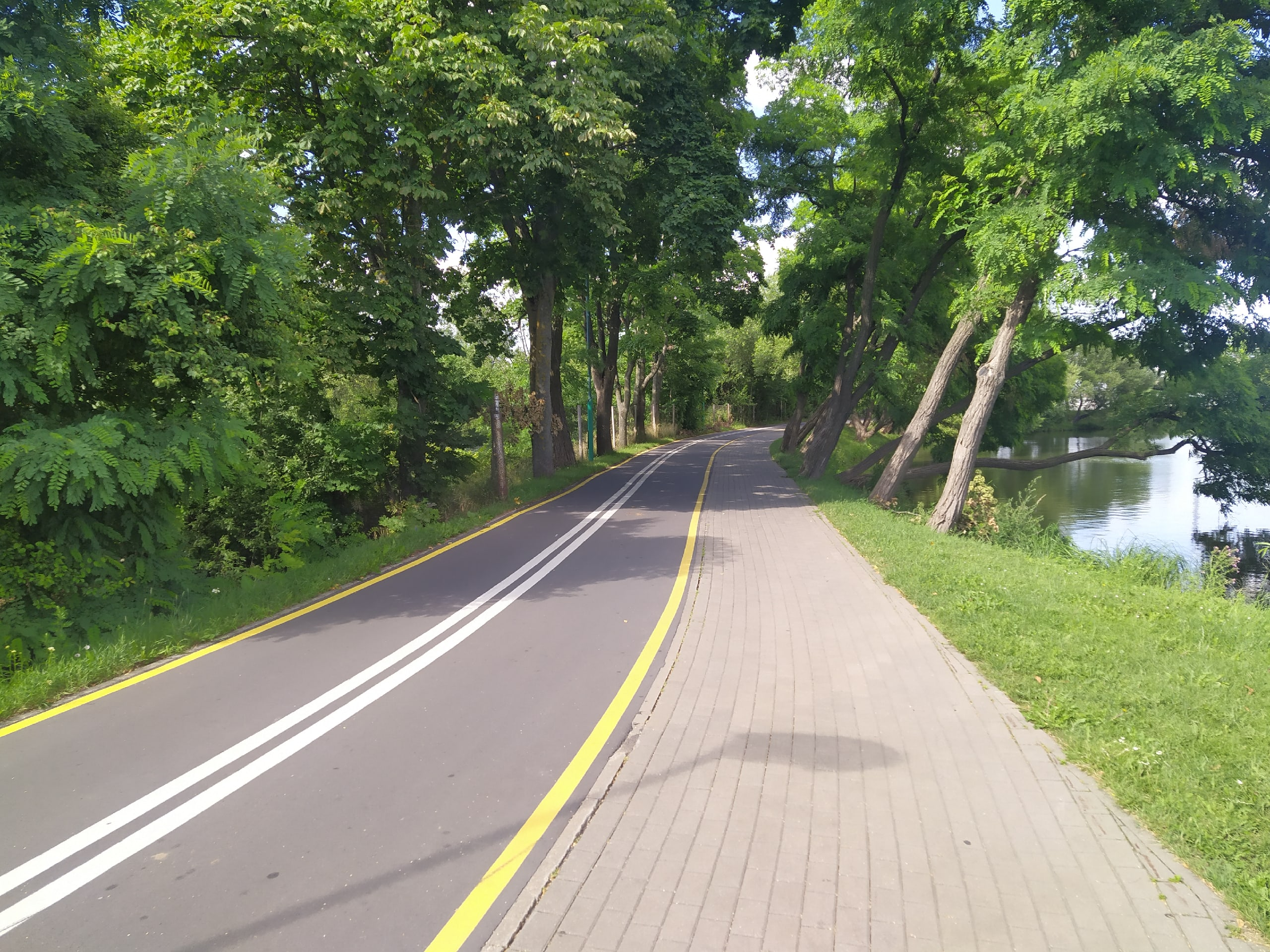
Главная Минская велодорожка

Во второй половине 2010-х появились первые велодорожки, выделенные за счет проезжей части: Полоцк (2016), Давид-Городок (2017), Брест (2017—2018), Минск (2019). Эти решения пока не могут стать массовыми, поскольку для них нужны успокоенные улицы, по которым автомобиль движется со скоростью не выше 30 км/ч. Сегодня создание велосипедной инфраструктуры в белорусских городах нормализуется, хотя её качество неидеально. Тем не менее, по словам Евгения Хоружего, «как минимум, резервируется территория, которую потом можно переделать, сделать более качественной».
|                                                     | Начало 2017 | Октябрь 2019 |
| --------------------------------------------------- | ----------- | ------------ |
| Обособленные велодорожки, км                        | 47          | 55           |
| Совмещенные с тротуарами велопешеходные дорожки, км | 93          | 196          |
| Велопереезды, ед.                                   | 800         | >1000        |
| Велопарковки, ед.                                   | >200        | ≈1000        |
| Велогаражи, ед.                                     | менее 10    | >40          |
| Городской велопрокат, количество велосипедов        | 0           | 3000         |

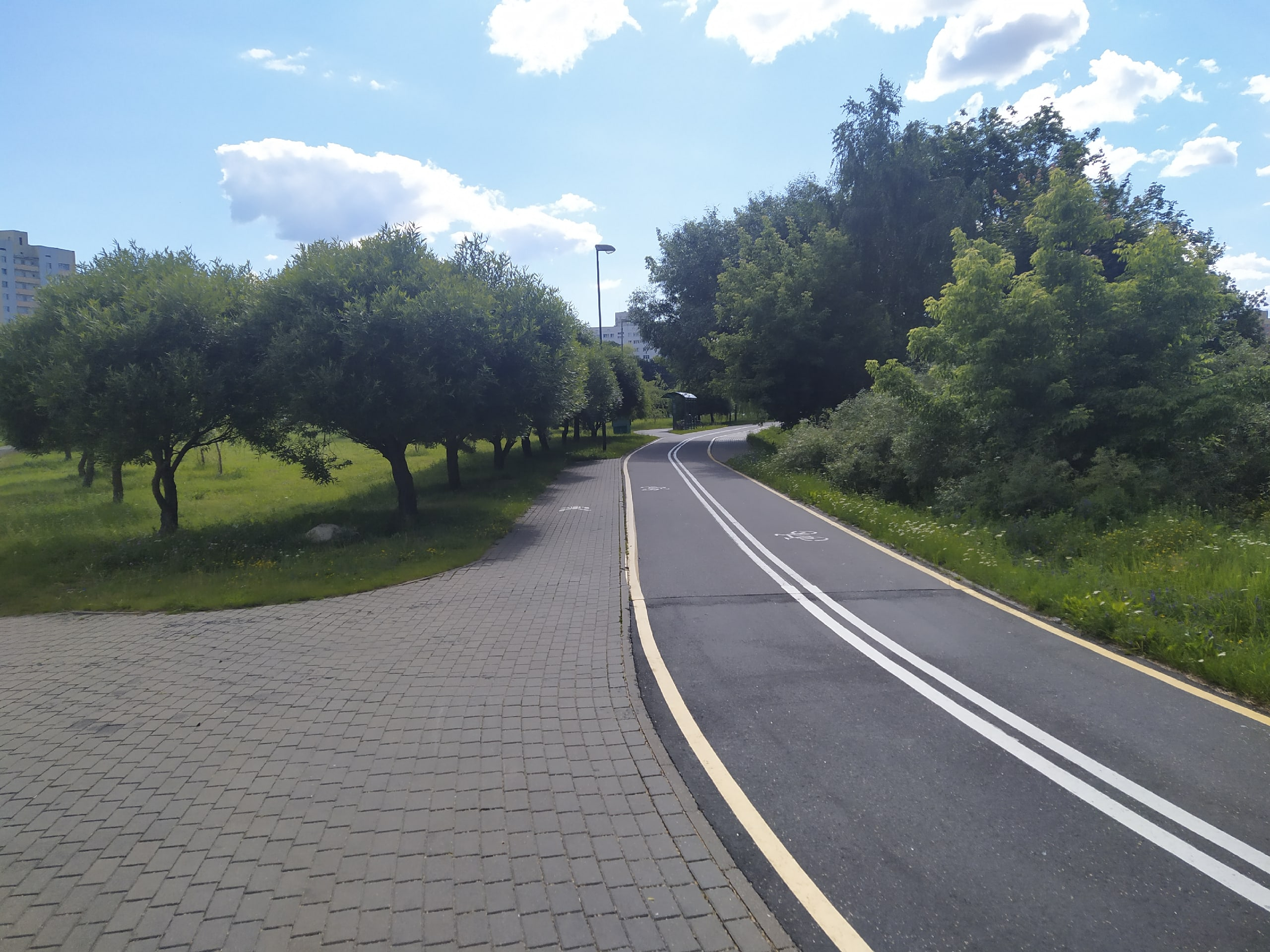
Главная Минская велодорожка

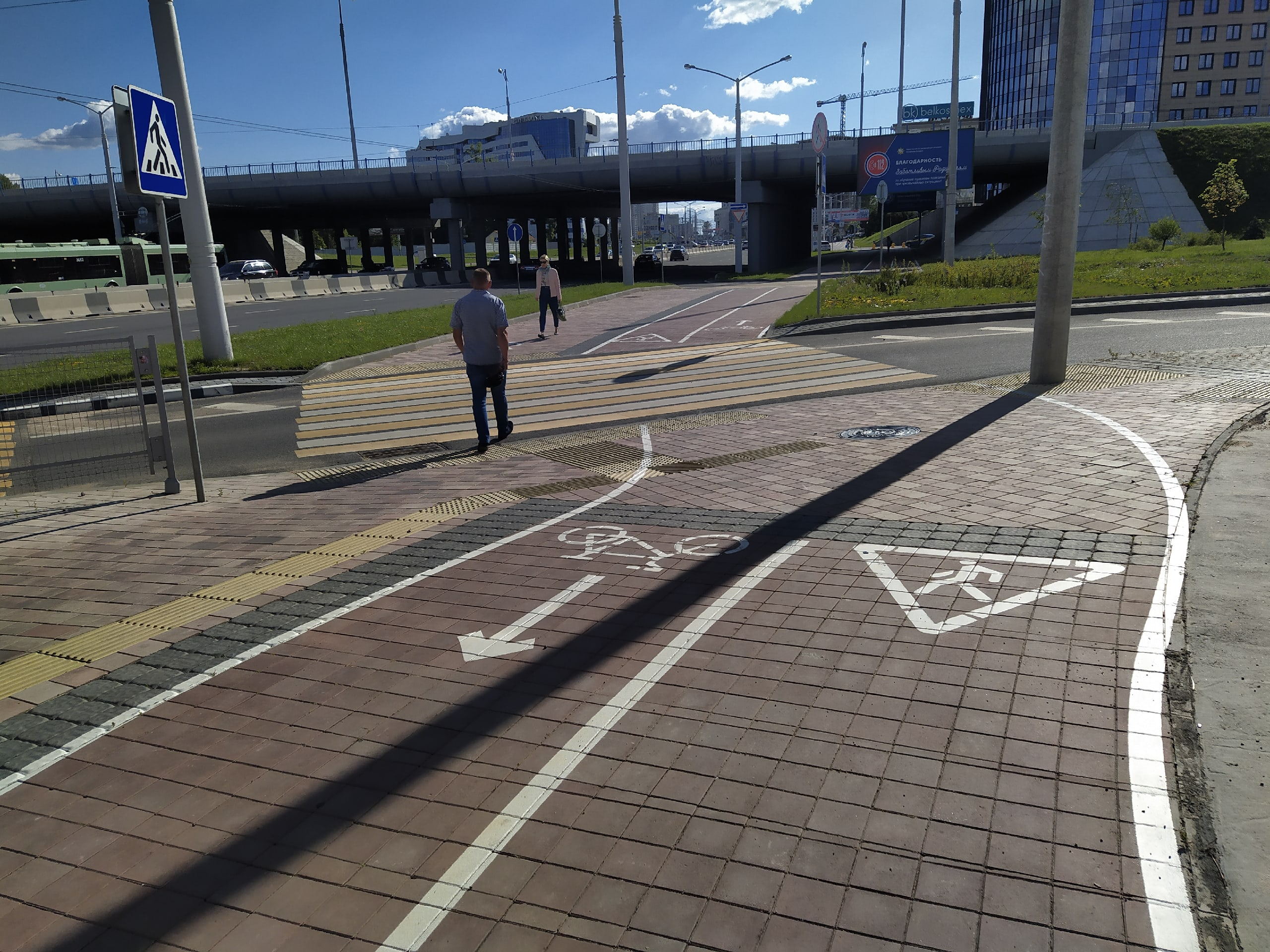
Совмещенная велодорожка

Среди положительных моментов в изменении инфраструктуры велосипедного движения в Минске можно отметить уже отлаженный процесс понижения бордюрных камней при строительстве или реконструкции тротуара: для этого в каждом районе города разработаны планы благоустройства и работает сервис 115.бел, с помощью которого велосипедисты отправляют жалобы о нарушении норм. Кроме того, в Минске хорошо проработан вопрос с велопарковками (МВО даже перестало их подсчитывать). Велопарковки ставят как районные администрации, так и частный бизнес; если начиналось всё с десяти парковок, то сейчас их уже больше тысячи. В 2019 году велопарковки появились возле нескольких станций метро, Белорусская железная дорога планирует установить типовые конструкции на всех своих станциях.

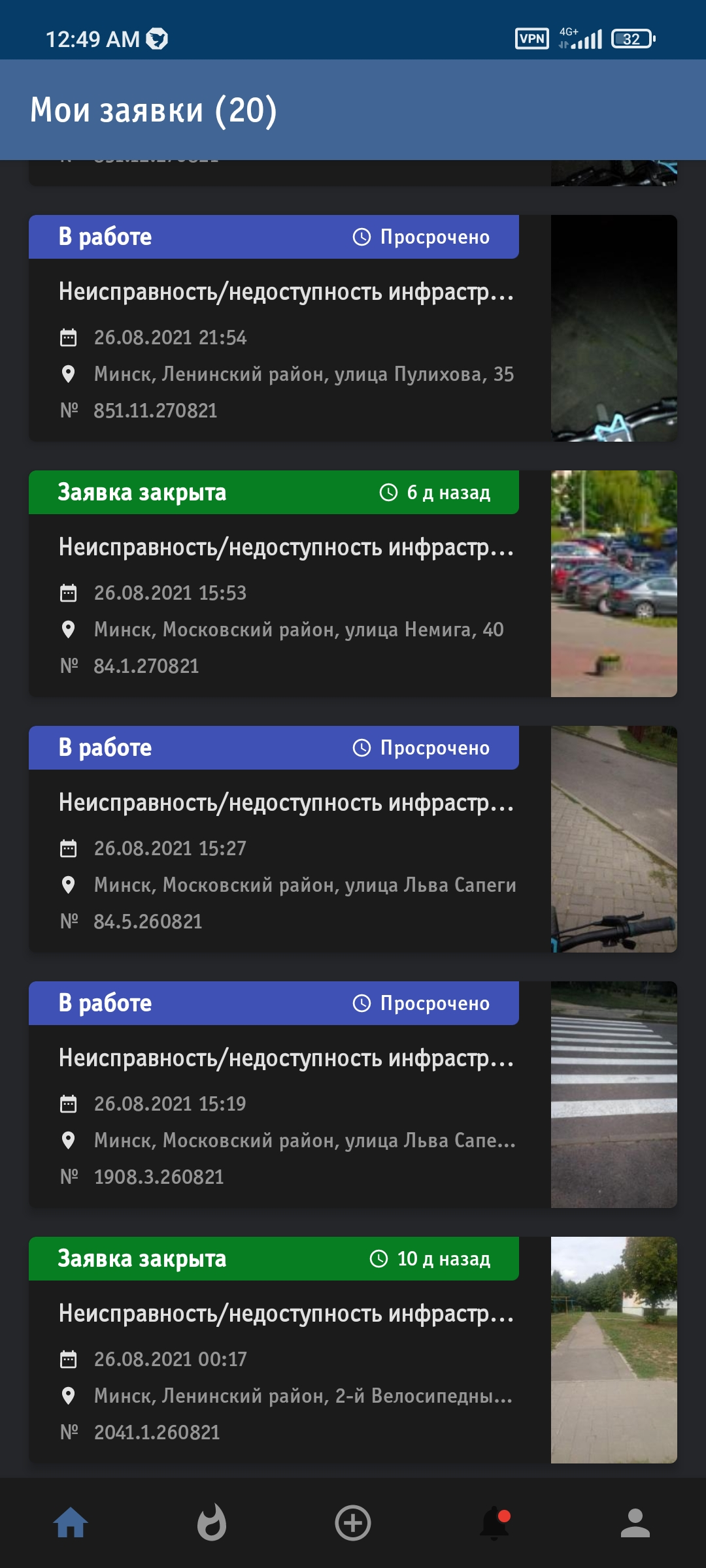
115.бел на Андроиде: видим список заявок пользователя и их статус

С 2013 года в Минске функционирует бесплатная общественная мастерская «Велокухня Гараж 38», где желающие могут воспользоваться инструментом и помощью в починке велосипеда.

### Зелёное велокольцо

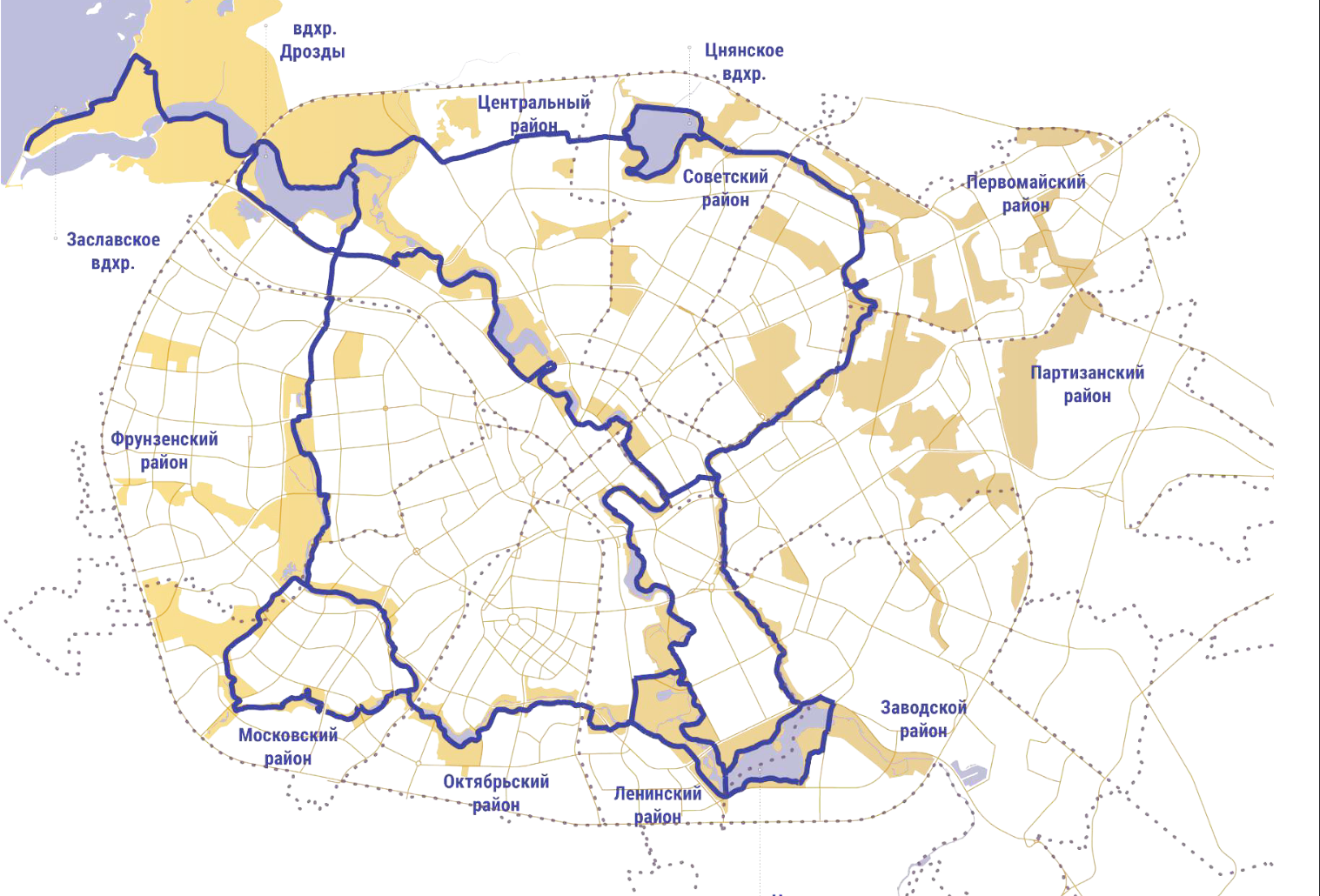
Карта Зелёного Велокольца

В рамках проекта «Городское велодвижение в Беларуси» была разработана концепция велосипедного маршрута «Зеленое велокольцо», которую включили в генеральный план города.

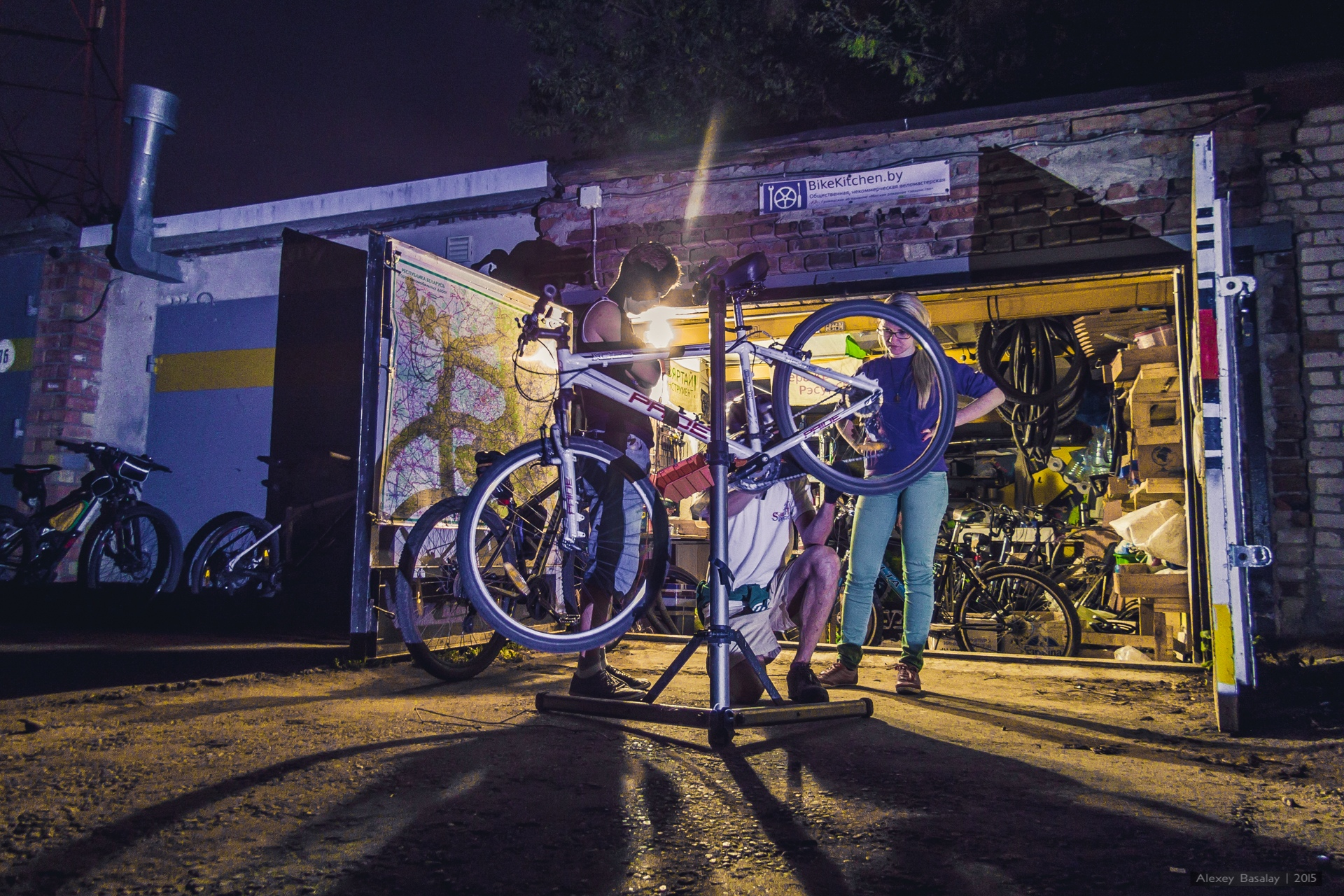
Бесплатная общественная мастерская Гараж 38

### Велогаражи в Минске
Отсутствие мест для хранения велосипеда — одна из часто называемых причин отказа от езды на нем, многие горожане не готовы поднимать свои велосипеды на высокие этажи. В 2016 году застройщики Новой Боровой начали строить велогаражи из расчёта одно место для хранения велосипеда на каждого жителя — все велогаражи в Боровлянах заполнены.
Впервые экспериментальный велогараж в Минске появился на улице Голубева в 2017 году, затем велогаражи стали делать себе возле офисов крупные IT-организации, например, Епам.
Другим драйвером появления велогаражей в Минске стали студенты, живущие в университетских общежитиях. Проблема хранения велосипеда в общежитии стоит ещё острее, чем в обычном многоквартирном доме. Особенно активно проявили себя в решении этой проблемы студенты БНТУ. Так, студент специальности «водоснабжение и водоотведение» и велоактивист Евгений Рудский больше года пытался договориться с администрацией общежития, студенческим советом, деканатом, ректоратом БНТУ о строительстве места для хранения велосипедов для студентов, живущих в общежитии. На индивидуальном уровне добиться результата не удавалось и потребовались более системные действия: Евгений Рудский решил создавать общественную организацию.
1 сентября 2017 года при поддержке проекта «Городское велодвижение в Беларуси» появилось молодёжное общественное объединение велолюбителей «Солянка». Активисты разработали проект велогаража, согласовали проект с районной администрацией и руководством университета и нашли финансирование: часть денег заработали самостоятельно, часть получили в качестве спонсорской поддержки от магазина «Велогалерея», часть денег получили от МВО. К концу 2018 года велосипедный гараж на улице Купиевича (Уручье) был построен. Велогараж рассчитан на хранение 40 велосипедов, в нём есть инструменты и насос.
В 2018 году велогаражи начали появляться на отдельных автомобильных парковках и даже в городских дворах, причем инициаторами были либо сам город (администрации районов) либо ТСЖ. В результате, сейчас в Минске имеется около 40 велогаражей. Однако, по словам эксперта Павла Нищенко, дальнейшее развитие упирается в отсутствие нормативной базы, юридического механизма для системной установки велогаражей:
До конца не проработан механизм, кто за них отвечает, как они эксплуатируются и могут ли жители сами вскладчину поставить велогараж или для этого нужно решение исполкома. Сейчас, к примеру, глава Заводского района директивно поручает своим коммунальным службам поставить 9 гаражей; ЖЭС звонит нам, в МВО, и спрашивает, где поставить велогаражи? А мы, собрав мнения велосипедистов и сделав свой анализ, отвечаем. МВО считает, что обустраивать велогаражи нужно не только за счёт городского бюджета, но и с помощью инвестиций частного бизнеса или за счет средств заинтересованных местных жителей. Мы за то, чтобы велогаражи появлялись и в старых, сложившихся районах, но там юридические проблемы с возможностью использовать землю.
В Стратегическом плане по развитию велодвижения в Минске есть отдельный фокус на стимулировании студентов к использованию велосипеда как вида городского транспорта. С точки зрения инфраструктуры хранения велосипедов для студентов ситуация такова: на осень 2018 года велопарковки были возле 40 корпусов минских ВУЗов (48 % университетских зданий в городе), а велогаражи — лишь у двух из 79 общежитий (2,5 %).

### Велополоса на проезжей части в центре Минске

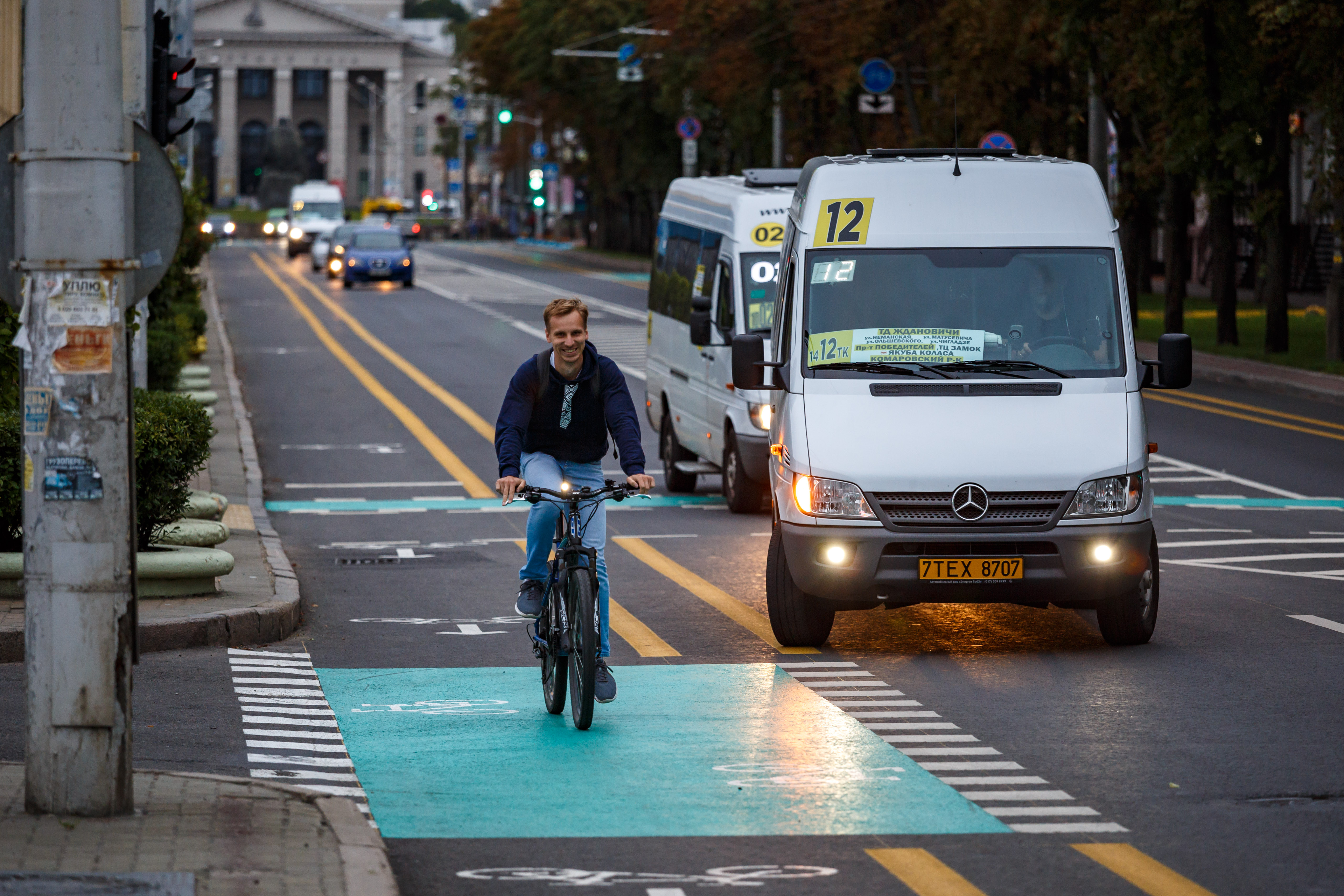
Улица Веры Хоружей

Второй после главной велодорожки знаковый инфраструктурный прорыв последних лет в Минске, по словам Павла Нищенко, — создание велополосы на улице Веры Хоружей. По планам она должна была появиться весной 2018 года, но фактически проект удалось реализовать годом позже. В целом на его согласование понадобилось 3 года:
Само проектное решение менялось несколько  раз. Его разрабатывали эксперты БАЭС при участии МВО, позже подключались и другие, например, приезжали эксперты из Голландии. В самом ГАИ, понятно, мы согласовывали с разными звеньями и уровнями, и каждый видел по-своему этот процесс. Предусматривались все возможные конфликтные ситуации, его делали максимально безопасным для всех участников дорожного движения. Это было в новинку для Минска, все уже отвыкли, забыли, что когда-то велосипедисты могли двигаться по проезжей части. Поэтому ГАИ очень трепетно относилось ко всем нюансам, пересечениям потоков велосипедистов и автомобилей.
Это действительно достижение консенсуса и колоссальный успех. Даже когда окончательно согласовали, мы не знали, будет ли реализован проект. Потому что это зависело не от нас и даже не от ГАИ, а от руководства города. Проект мог быть и не реализован.
Создание велополосы увеличило интенсивность движения велосипедистов по улице в 1,5 раза: в теплое время года только по велополосам проезжает около 500 велосипедистов в сутки (некоторые велосипедисты пока что избегают ей пользоваться). Такое решение подходит не для каждой минской улицы, но там, где тротуары узкие или много пешеходов, это лучший вариант. Появление велополос на проезжей части безопасно только при снижении максимальной скорости для автомобилей до 50 км/ч на этих участках.
По словам Евгения Хоружего, это первый в Минске случай, когда опробовали другой способ организации движения, чем просто отдельная конструктивно выделенная велосипедная дорожка. Более того, место для велосипедистов выделили за счёт сужения проезжей части. Несмотря на то, что по факту эти крайние полосы использовались для парковки, которая там запрещена, тем не менее, у автомобилистов что-то «забрали».
По словам Павла Горбунова, в каком-то смысле столице создавать велоинфраструктуру сейчас сложнее, чем любому другому городу: здесь более интенсивное движение, и найти улицу для пилотного проекта, чтобы при не пострадала пропускная способность почти нереально. Для пилотного проекта рассматривалось около десятка улиц и было важно подобрать самую подходящую: где-то слишком высокая скорость автомобилей, где-то узко, где-то парковка, где-то достаточно широкая тротуарная зона. В любом случае в текущих условиях это решение не под каждую улицу, но один из отработанных вариантов, которые должны быть в арсенале у проектировщика.
По состоянию на 2021 год на этой велополосе часто паркуются автомобили.

### Городской велопрокат и прокат электросамокатов в Минске
В Стратегическом плане по развитию велодвижения в Минске говорилось о необходимости создания системы автоматизированного городского велопроката, который мог бы дополнить общественный транспорт и предоставить жителям и туристам доступ к велосипеду для кратковременных поездок по городу как альтернативу автомобильному транспорту, тем самым улучшая транспортную и экологическую обстановку. Индикатором достижения цели было поставлено наличие действующей системы, предоставляющей не менее 150 велосипедов.
Весной 2019 года в Минске появился автоматизированный шеринг самокатов Eleven (500 электросамокатов), а следом за ним сервис велошеринга Kolobike (2000 велосипедов) — созданные частным белорусскими инвесторами. Павел Горбунов отмечает, что оба проекта можно считать успешными, благодаря которым количество велопоездок на велосипедах и СПМ в городе выросло, по предварительным оценкам, на 30 %. Автоматизированный велошеринг увеличил количество поездок в городе на 15 % за счёт вовлечения начинающих велосипедистов, у которых нет собственного велосипеда, а также за счет конкуренции с такси на небольших расстояниях в ночное время, когда общественный транспорт заканчивает свою работу. Ещё 15 % поездок добавили поездки на электросамокатах (как прокатных, так и личных). Сезон 2019 года показал, что велосипедное движение нужно понимать шире и учитывать пользователей СПМ, которые по типу похожи на велосипедистов и создают дополнительную нагрузку на тротуары.

### Инфраструктура в Бресте
В Бресте высокий велосипедный трафик относительно других областных центров страны (уступает только Гомелю). Брест имеет большую площадь, максимальная дистанция от окраины до центра — 7 км (30 минут на велосипеде), что соответствует типичной длине городской велосипедной поездки в странах с развитым велодвижением. Брест — это один из самых тёплых городов Беларуси, а по опросам белорусы психологически относят велосипед к видам транспорта для тёплого сезона. Также историческое наследие, близость к Польше, Украине и Беловежской пуще, лёгкое транспортное сообщение, расположенность на лучшей туристической магистрали — всё это повышает туристический потенциал. Река Мухавец, городские зелёные зоны и пригородные леса также повышают рекреационный потенциал.
|                                                     | Начало 2017 | Октябрь 2019 |
| --------------------------------------------------- | ----------- | ------------ |
| Обособленные велодорожки, км                        | 8,8         | 10,6         |
| Совмещённые с тротуарами велопешеходные дорожки, км | 67,5        | 70,7         |
| Велопереезды, ед.                                   | <10         | >50          |
| Велопарковки, ед.                                   | >200        | >350         |
| Велогаражи, ед.                                     | 0           | 0            |
| Городской велопрокат, количество велосипедов        | 0           | 100          |

Ещё до 2017 года в Бресте было создано 67,5 км велопешеходных дорожек на тротуарах, начали появляться велопереезды для пересечения велосипедистами проезжей части без спешивания, были занижены бордюры на основных велосипедных артериях. «Брест, наверное, лидирует по количеству изменений на квадратный километр», говорит Павел Горбунов. По словам Олеси Округ и Евгения Таргонского, в последние годы в Бресте активно строятся новые микрорайоны, в которых изначально предусматривается создание отдельной велосипедной инфраструктуры, в частности обособленных велодорожек с асфальтовым покрытием. При реконструкции улиц также появляются велодорожки и велопереезды, занижаются бордюры путем опускания самого бордюрного камня. Однако в историческом центре города изменений практически не происходит, хотя там он имеет хороший потенциал для развития велодвижения, но не за счет тротуаров, а за счет проезжей части улиц с успокоенным дорожным движением. Это признают не только велоактивисты, но и представители городской администрации.
Брест делает появление обособленных велодорожек на проезжей части. В сентябре 2017 года в велосипедистам разрешили двигаться по проезжей части улицы Янки Купалы, создав для этого необходимые условия: совместили проезжую часть, парковку для автомобилей и велодорожку таким образом, чтобы парковка выступала ещё и своего рода дополнительной зоной безопасности, защищающей велосипедистов от проезжающих автомобилей; нанесли на перекрестках на асфальт специальное покрытие из пластика, позволяющее не спешиваться; при приближении к интенсивным перекресткам велодорожка сворачивает с проезжей части к пешеходному переходу, а затем возвращается на автодорогу. Этот пилотный проект требовал изменения привычек участников дорожного движения, поскольку водителям автомобилей и велосипедистам нужно быть особенно внимательными при движении на этом участке, из-за минимальных боковых интервалов.
Выделенная велополоса на улице Комсомольской, в центре города, используется значительно меньше, чем другие, поскольку сама по себе неширокая улица содержит парковку и машины слишком близко подъезжают к велодорожке, так что велосипедисты чувствуют себя небезопасно.
Количество велопарковок в Бресте около социально-значимых объектов превышает 350 штук, и не является проблемой для развития велодвижения. Однако по состоянию на октябрь 2019 года в городе не появилось ни одного оборудованного места для хранения велосипедов возле жилых домов. Велогаражи (как и места хранения для колясок) особенно необходимы рядом с пятиэтажными домами без лифта.
В сентябре 2019 года велосипедный бизнес в Бресте представляют 12 веломагазинов, 7 ремонтных веломастерских, 5 пунктов велопроката. Кроме того, с 1 октября 2019 года в город пришёл минский велошеринг Колоbike. На пробу в Брест привезли пока 100 арендных механических велосипедов фирменного жёлтого цвета, которые разместили в четырёх точках города — на территории городского сада, около главного корпуса БрГУ, возле здания администрации Московского района и рядом с супермаркетом в микрорайоне Ковалево.
Основными инфраструктурными проблемами велодвижения в Бресте остаются: отсутствие мест хранения велосипедов; небезопасное поведение паркующихся автомобилей на велополосах и недостаточное нанесение раз-метки и знаков на тротуарах, что приводит к конфликтам между пешеходами и велосипедистами; неготовность города пустить велосипедистов на проез-жую часть улиц в историческом центре.
7 июля 2020 года на сессии Брестского городского Совета депутатов была принята Концепция развития велосипедного движения Бреста. Проект Концепции был разработан в 2017 году учреждением «За вело Брест» при участии экспертов Минского велосипедного общества, а также партнёров из Польши и Украины.

### Велосипедная инфраструктура в Гродно
На 2020 год по развитию велосипедной инфраструктуры уступает Минску, Бресту и Полоцку с Новополоцком.
Гродно разделен на два района (Ленинский и Октябрьский) рекой Неман. Через него пролегает три моста для общественного, авто-, велотранспорта и пешеходов (Старый, Новый и Румлевский). Старый мост, который находится в центре, является наиболее популярной точкой пересечения. До самого дальнего микрорайона Ольшанка от центра Гродно на велосипеде можно добраться за 40 минут (10 км). В то же время через весь город от противоположных точек в микрорайонах Ольшанка и Девятовка ехать на велосипеде чуть больше часа (около 17 км).
|                                                     | Начало 2017 | Октябрь 2019 |
| --------------------------------------------------- | ----------- | ------------ |
| Обособленные велодорожки, км                        | 8,85        | 13,85        |
| Совмещенные с тротуарами велопешеходные дорожки, км | 17,6        | 18,8         |
| Велопереезды, ед.                                   | 0           | 2            |
| Велопарковки, ед.                                   | >200        | >350         |
| Велогаражи, ед.                                     | 0           | 5            |
| Городской велопрокат, количество велосипедов        | 0           | 0            |

На текущий момент велосипедная инфраструктура представляет собой около 10 велопешеходных дорожек (размеченных на тротуаре), одну велодорожку рекреационного назначения и несколько разрозненных велодорожек вдоль улиц в районах жилой застройки. В 2013 году на многих тротуарах Гродно появилась разметка, намерение которой разделить потоки велосипедистов и пешеходов. До лета 2019 года в Гродно не было ни одного велопереезда. Даже в микрорайоне «Ольшанка», где велодорожки расположены по периметру района, они не соединены друг с другом велопереездами и прерываются за несколько метров до перекрестка. Тем не менее, первые два велопереезда организованы в июле 2019 года при строительстве велодорожки по проспекту Я.Купалы.
С 2016 года ведется работа по обеспечению безбарьерной среды в местах пересечения тротуаров с проезжей частью (понижению бордюров). По причине необходимости выполнения большого объёма рабо и ограниченного финансирования данные работы ведутся поэтапно. Списки перекрестков для понижения составляются как ООВ «ВелоГродно» с отделом спорта и туризма Гродненского исполкома, так и по итогу обращения граждан с просьбой о понижении бордюров в исполком и службу 115.
Количество велопарковок в Гродно около социально-значимых объектов составляет более 350 штук. Они имеют различную конструкцию и степень удобства для велосипедистов. Ещё в 2012 году велопарковок насчитывалось лишь 12 штук. Учёт парковок ведется на онлайн карте велопарковок Гродно (с 2018 года несистемно).
В новых микрорайонах начали решать проблему хранения велосипедов на начальном уровне. В 2019 году, при возведении микрорайона «Грандичи» генпланом предусмотрено 14 велогаражей. Кроме того, один велогараж в микрорайоне «Колбасино» появился по заявке товарищества собственников и при поддержке проекта «Городское велодвижение в Беларуси». В городской черте разработан рекреационный велосипедный маршрут No 412 «Меловые горы», часть которого является асфальтированной велосипедной дорожкой в лесопарке Пышки (маршрут No 418 «Тропа Здоровья»). С июля 2018 года с автовокзала в Гродно на Августовский канал (шлюз Домбровка) курсирует автобус с креплениями для велосипедов. За один раз автобус может перевезти 5 велосипедов. Крепление подобрано и установлено ОАО «Автобусный парк города Гродно» в тестовом режиме. В сентябре 2019 года велосипедный бизнес в Гродно представляют 9 веломагазинов, 9 ремонтных веломастерских, 11 велопрокатов.
В 2020 году в Гродно запустили первый автоматический байкшеринг Колобайк.
Основными проблемами велодвижения в Гродно (по результатам анализа ООВ «ВелоГродно», проведенного в 2018 году) остаются:
- Отсутствие безбарьерной среды (высота бордюрного камня обычно составляет от 2 до 15 см; проектирование подземных переходов на проспекте Лебедева)
- Плохое качество покрытия
- Сложность с местами хранения велосипедов[110]
- Конфликт между пешеходами и велосипедистами на тротуаре
- У велодорожек нет соответствующего статуса (необходимо чаще наносить пиктограммы, обозначающие велодорожку — через каждые 50-100 метров, а также в местах пересечения с дворовыми территориями и рядом с магазинами)
- Отсутствие проезда за остановочными пунктами (в 2018 году в Гродно появились первые остановки, объединяющие в себе магазины и заведения общественного питания. Огромные конструкции, установленные на тротуаре, перегораживают возможность проезда велосипедистами с обратной стороны)
- Нет решений конфликта в лесопарке «Пышки» (велодорожка в лесопарке стала хорошей прогулочной дорожкой для пешеходов и велосипед на ней не имеет преимущества)[111][112]. Сложно добраться из города в рекреационные зоны с велосипедом
- Новое строительство идет без учёта интересов велосипедистов.

## Велосипед как вид городского транспорта в общественном восприятии
Средняя стоимость велосипеда — 300 долларов, на обслуживание и аксессуары тратится в среднем 43 доллара в год.
Рынок велосипедов в Минске, Гродно, Гомеле, Бресте составляет более 20 миллионов долларов.
Респонденты опроса назвали три главные причины использовать велосипед — это поддержка здорового образа жизни, получение удовольствия от езды и дешевизна транспорта. Для активных велосипедистов все причины использовать велосипед более весомы.
32 % аудитории лучше остальных воспринимают велосипед как транспорт, при этом они больше уверены, что велосипедом нельзя пользоваться весь год. В Бресте велосипед воспринимается как транспорт сильнее, чем в других городах, слабее всего — в Минске.
По оценке «Мотовело», в год в Беларуси продаётся около 60 тысяч велосипедов AIST в год, которые занимают 30 % рынка: белорусский рынок целиком равен приблизительно 200 тысяч велосипедов в год.
Респондентов просили указать стоимость своего велосипеда, поэтому расчет не учитывает детские и подростковые велосипеды.
| Всего                                   |  |  | 301$ |  |
| Минск                                   |  |  | 335$ |  |
| Брест                                   |  |  | 321$ |  |
| Гомель                                  |  |  | 272$ |  |
| Гродно                                  |  |  | 254$ |  |
| Средняя стоимость велосипеда в долларах |  |  |      |  |

### Численность велосипедистов в городах
В 2016 году по инициативе Центра экологических решений было проведено масштабное исследование развития экологически дружественного образа жизни в Беларуси. В качестве одной из экологически дружественных практик рассматривалось использование велосипеда для повседневых передвижений в городе. Согласно результатам исследования к 2017 году от 26 % (в Минске) до 49 % (в сельской местности) взрослых жителей Беларуси хотя бы иногда использовали велосипед в качестве транспорта для утилитарных поездок. Более того, если бы все те, кто сказали, что были бы готовы начать использовать велосипед в качестве транспорта, действительно начали ездить на велосипеде, то количество велосипедистов в Минске достигло бы 39 % горожан, в областных городах — 46 % горожан, в остальных городах — до 50 % горожан, в сельской местности — до 63 % сельчан. Чем меньше населенный пункт — тем больше там процент велосипедистов.
Социологическое исследование, проведенное в рамках проекта в 2019 году в Минске, Бресте, Гомеле и Гродно, показывает, что численность велосипедистов в Минске и Бресте выросла сильнее, чем можно было прогнозировать: раз в месяц и чаще на велосипеде ездят 43 % минчан (рост на 5 п.п. больше, чем по оптимистичному прогнозу) и 50 % брестчан (рост на 4 п.п. больше, чем по оптимистичному прогнозу). Численность велосипедистов в других областных городах так же ощутимо выросла, но не настолько, насколько могла бы: раз в месяц и чаще на велосипеде ездят 41 % жителей Гомеля и Гродно (рост на 11 п.п. к 2017 году, но на 4 п.п. меньше, чем по оптимистичному прогнозу).
В Минске и Бресте на каждого жителя приходится 0,4 и более взрослых велосипедов. На каждого ребёнка или подростка в областных городах приходится 0,5 соответствующих велосипедов, в Минске этот показатель почти в полтора раза выше.
| [ 116 ]                                                                | Минск | Брест | Гомель | Гродно |
| ---------------------------------------------------------------------- | ----- | ----- | ------ | ------ |
| Количество автомобилей на человека                                     | 0,39  | 0,33  | 0,25   | 0,39   |
| Количество взрослых велосипедов на человека                            | 0,41  | 0,40  | 0,33   | 0,36   |
| Количество детских и подростковых велосипедов на ребёнка или подростка | 0,71  | 0,53  | 0,50   | 0,53   |

В Минске и Гродно на каждого жителя города приходится больше автомобилей, чем в Бресте и Гомеле. В Минске велосипедов немного больше чем автомобилей, а в Гродно наоборот — автомобилей немного больше, чем велосипедов, но в любом случае, сравнительно больший уровень автомобилизации означает более острую конкуренцию между развитием автомобильного движения и велосипедного движения в этих городах. В Бресте и Гомеле же велосипедов на 20-30 % больше, чем автомобилей и значит потенциальный запрос на развитие велосипедной инфраструктуры более ощутим.

### Поездки на велосипеде в структуре утилитарных передвижений с использованием транспорта
Уровень развития велодвижения в городах хорошо характеризуется долей, которую занимают утилитарные поездки на велосипеде в общем количестве всех трудовых передвижений с использованием транспорта. Первые надёжные оценки этого показателя были сделаны в 2010 году для Минска. Натурные замеры интенсивности и характеристик велосипедного движения в типовых характерных местах показали, что доля поездок на велосипедесоставляла 0,07 % всех поездок с использованием транспорта. Прогнозировалось, что к 2015 году показатель может достигнуть 0,25 %
В 2016 году была сделана новая оценка данного показателя с одновременным использованием двух методов — анкетного опроса и натурных замеров. Согласно опросу поездки на велосипеде составляли 1,2 % среди всех трудовых передвижений в Минске с помощью транспорта. Результаты наблюдения дали более умеренную оценку — 0,4 %. Тем не менее, даже такое значение показателя оказалось больше прогнозного в 1,5 раза.
В Полоцке и Новополоцке на велосипеде совершаются 3,6 % всех утилитарных поездок с использованием транспорта.
Гомель, областной центр, второй по численности населения город Беларуси, по структуре утилитарных поездок похож на Минск, и на велосипеде здесь совершается лишь 1 % трудовых передвижений с использованием транспорта. В относительно большом по численности населения (почти 50 тысяч жителей) Слониме передвижения на велосипеде также составляют лишь 1 % всех поездок с использованием транспорта. Вилейка по численности населения примерно в два раза меньше Слонима, и утилитарные поездки на велосипеде здесь заметно более распространены — их доля в общей совокупности трудовых передвижений на транспорте составляет 3 %.
Велодвижение в Быхове и Мостах, городах с численностью населения 16-17 тыс. жителей, заметно более активное, по сравнению с более крупными городами: в этих городах на велосипедах совершается около 8 % поездок.
В Мостах на пересечении улиц Советской и Ленина по утрам (8:00-9:00) на велосипеды приходится до 15 % трафика.
| Город              | Население (2019) | % поездок на велосипеде | Последний год с данными |
| ------------------ | ---------------- | ----------------------- | ----------------------- |
| Минск              | 1 992 685        | 0,4-1,2 %               | 2016                    |
| Полоцк, Новополоцк | 185 457          | 3,6 %                   | 2018                    |
| Гомель             | 536 938          | 1 %                     | 2019                    |
| Слоним             | 49 338           | 1 %                     | 2019                    |
| Вилейка            | 26 638           | 3 %                     | 2019                    |
| Быхов              | 17 161           | 8 %                     | 2019                    |
| Мосты              | 15 770           | 8 %                     | 2019                    |

Таким образом, доля поездок на велосипеде в городах Беларуси при отсутствии целенаправленных программ по развитию велодвижения составляет не более 1 % от всех утилитарных передвижений с использованием транспорта в городах с населением 50 тысяч жителей и больше, не более 3 % — в городах с населением 20-50 тысяч жителей, не более 8 % — в городах с населением до 20 тысяч жителей.

### Особенности использования велосипеда в городах

#### Средняя скорость и ежедневная дистанция
Средняя скорость, с которой передвигаются велосипедисты в городе, находится обычно в диапазоне от 14 до 18 км/час, хотя в Гомеле и Бресте скорости немного выше (не меньше 15 км/час), чем в Минске и Гродно. Что касается среднего расстояния, которое проезжают велосипедисты, а также дистанции между домом и работой и обратно, в разных городах они различаются более заметно.
| [ 118 ]                  | Минск        | Брест        | Гомель       | Гродно       |
| ------------------------ | ------------ | ------------ | ------------ | ------------ |
| Длина поездки            | 17,4 км      | 15,4 км      | 17,3 км      | 13,5 км      |
| Скорость                 | 14-18 км/час | 15-18 км/час | 15-17 км/час | 14-18 км/час |
| Дистанция дом—работа—дом | 22,5 км      | 17,1 км      | 17,5 км      | 15 км        |

Средняя дистанция от дома до работы и обратно в Минске составляет около 22,5 км, что на 5 км больше, чем у жителей Гомеля и Бреста и на 7,5 км больше, чем в Гродно). Учитывая, что среднее расстояние, которое проезжают минские велосипедисты составляет 17,4 км, в Минске стоит ориентироваться на продвижение утилитарных поездок на велосипеде хотя бы в одну сторону (дом — работа или работа — дом).
В Бресте средняя дистанция от дома до работы и обратно составляет около 17,1 км, что на 2,7 км больше, чем среднее расстояние, которое проезжают в день велосипедисты в этом городе — 15,4 км. Как и в Минске, в Бресте стоит ориентироваться на продвижение утилитарных поездок на велосипеде хотя бы в одну сторону (дом — работа или работа — дом).
Средняя дистанция от дома до работы и обратно в Гомеле составляет 17,5 км и это лишь немного больше среднего расстояния, которое проезжают велосипедисты в этом городе — 17,3 км. Таким образом, в Гомеле довольно большой потенциал для роста утилитарных поездок на велосипеде при развитии удобной велоинфраструктуры: так, самые популярные маршруты в Гомеле соединяют центр города с самыми населёнными районами (Волотова, Западный, Новобелица, Речицкий, Сельмаш, Фестивальный) и составляют до 30 % утилитарных поездок в городе.
Наконец, в Гродно средняя дистанция от дома до работы и обратно составляет около 15 км, что заметно меньше, чем у жителей других исследованных городов. Однако среднее расстояние, которое в день проезжают гродненские велосипедисты, также меньше, чем в Минске, Гомеле или Бресте — 13,5 км. В Гродно также как в Минске или Бресте стоит ориентироваться на продвижение утилитарных поездок на велосипеде хотя бы в одну сторону (дом — работа или работа — дом).

### Использование велосипеда в разное время года
В тёплое время года, с мая по сентябрь, от 16 % до 28 % городских велосипедистов используют велосипед для поездок на работу или учёбу почти каждый день. В прохладное время года, ранней весной или поздней осенью, регулярно утилитарные поездки на велосипеде совершают от 3 % до 13 % городских велосипедистов. В холодное время года хотя бы раз в неделю используют велосипед для повседневных поездок от 3 % до 8 % городских велосипедистов. Наибольший энтузиазм в активном использовании велосипеда как городского транспорта проявляют велосипедисты в Гомеле. В Бресте выделяется устойчивая группа не менее 8 % городских велосипедистов, которые используют велосипед в качестве повседневного городского транспорта в течение всего года.
В Минске и особенно в Гродно отчетливо выражена сезонность в использовании велосипеда — в прохладное время года в Минске количество активных велосипедистов снижается в три раза (в Гродно — в пять раз), а в холодное время года — ещё в два раза (в Гродно количество активных велосипедистов в прохладное и холодное время года остаётся одинаковым).
|                                                                               | Минск | Брест | Гомель | Гродно |
| ----------------------------------------------------------------------------- | ----- | ----- | ------ | ------ |
| Утилитарные поездки в теплое время года каждый день                           | 17 %  | 21 %  | 28 %   | 16 %   |
| Утилитарные поездки в прохладное время года регулярно, несколько раз в неделю | 6 %   | 9 %   | 13 %   | 3 %    |
| Утилитарные поездки в холодное время года хотя бы раз в неделю                | <3 %  | 8 %   | 5 %    | 3 %    |
| Доля велосипедистов, готовых ездить в дождь                                   | >50 % | >50 % | >60 %  | 49 %   |

Половина городских велосипедистов сообщают, что готовы ездить на велосипеде даже в дождь. Однако в холодное время года от поездок велосипедистов во всех городах останавливает холод и некачественное обслуживание тротуаров и велодорожек, на которых становится слишком скользко ездить. По мнению Павла Горбунова, в этом случае культурные барьеры действуют сильнее, чем инфраструктурные проблемы:
Зимний велосипедный трафик в белорусских городах никогда не будет таким, как летний. Но если в Копенгагене зимний трафик ниже летнего всего два раза, то у нас — в десятки раз. Фактически он нулевой пока. Но зимы становятся теплее. Мнение о том, что зимой ездить на велосипеде холодно — культурный стереотип. Есть пример Финляндии, где люди массово ездят при минус 30 градусах. Город Оулу, на полярном круге. Зимой 10% поездок делаются на велосипеде, летом — 20%. Не холодно на велосипеде. Здесь есть инфраструктурная проблема — качество уборки улиц, тротуаров. Если тротуары не убираются, по ним зимой не поездишь. Совсем скользкие дни бывают, но их не больше десяти за всю зиму.Павел Горбунов: председатель общественного объединения «Минское велосипедное общество»

## Барьеры к повседневному использованию велосипеда
Результаты исследования 2019 года показывают, что если у человека есть личный велосипед, то основными барьерами к использованию велосипеда для утилитарных поездок являются отсутствие душа на работе, отсутствие безбарьерной велосреды, наличие более комфортного транспорта и нехватка велодорожек. Если же у человека нет велосипеда, то нежелание использовать велосипед как повседневный транспорт связано в первую очередь с тем, что имеется более комфортный транспорт и нежеланием потеть. Отдельные велоинфраструктурные решения способны привлечь к использованию велосипедов для постоянных утилитарных поездок от 15 % до 45 % городских велосипедистов:
1. Выделенные велодорожки (не хватает для 45 % велосипедистов)
2. Заниженные в ноль бордюры (не хватает для 44 % велосипедистов)
3. Удобные и надежные места хранения велосипеда в доме/ около дома (не хватает для 33 % велосипедистов)
4. Удобный способ заносить велосипед домой (не хватает для 23 % велосипедистов)
5. Велопарковки в городе (не хватает для 20 % велосипедистов)
6. Разрешение проезжать наземные переходы не спешиваясь (не хватает для 16 % велосипедистов).

В Минске велосипедистам для более активного использования велосипеда нужны также альтернативы подземным переходам (для 25 % велосипедистов). В Гомеле ощутим запрос на разрешение на движение по проезжей
части (для 18 % велосипедистов). В Гродно отсутствие заниженных бордюров стоит на первом месте среди причин к неиспользованию велосипеда для регулярных поездок на работу или учёбу.
Для безопасной езды на велосипеде горожанам особенно не хватает:
1. Разделения пешеходного и велосипедного потоков
2. Заниженных в ноль бордюров
3. Более спокойного отношения окружающих
4. Чётко сформулированных правил дорожного движения для велосипедистов.

Горожане позитивно относятся к развитию велодвижения: от 69 % до 87 % жителей исследованных городов считают, что велодвижение в их городах развивается. Наиболее позитивно и оптимистично в этом отношении настроены жители Бреста и Гомеля, наименее довольны развитием — жители Гродно. В Минске, Бресте и Гомеле меньше половины жителей считают, что развитие велодвижения приведёт к значительному улучшению транспортной ситуации в городе, а в Гродно с этим согласны больше половины жителей. Кроме того, заметно больше жителей Гродно, по сравнению с другими городами, считает, что развитие велодвижения значительно посодействует развитию туризма в городе.
| Считают, что…                                                                            | Минск | Брест | Гомель | Гродно |
| ---------------------------------------------------------------------------------------- | ----- | ----- | ------ | ------ |
| …велодвижение в городе развивается                                                       | 75 %  | 87 %  | 82 %   | 69 %   |
| …развитие велодвижения повлияет на распространение ЗОЖ                                   | 74 %  | 81 %  | 71 %   | 75 %   |
| …развитие велодвижения улучшит экологическую ситуацию в городе                           | 68 %  | 71 %  | 67 %   | 68 %   |
| …развитие велодвижения приведёт к значительному улучшению транспортной ситуации в городе | 47 %  | 46 %  | 46 %   | 54 %   |

За время реализации проекта было проведено два исследования общественного мнения по отношению к велосипеду в Минске в 2017 и 2019 годах. Произошли следующие изменения в динамике общественного мнения в отношении к велосипеду:
- Люди стали считать велосипед хорошей заменой передвижению пешком либо на автомобиле, но не общественному транспорту;
- Люди стали менее уверены в том, что велосипед сможет решить задачи улучшения экологической и транспортной ситуации;
- Почти все считают, что велоинфраструктуру в Минске нужно продолжать развивать, в первую очередь нужно фокусировать внимание на разрешении перемещения на велосипеде по проезжей части;
- Проблема велодорожек (их нехватка и необустроенность) попрежнему является основной с точки зрения безопасности езды на велосипеде;
- Горожане по-прежнему готовы пересесть на велосипед, чтобы добраться на работу/учёбу при развитии велоинфраструктуры, но в 2019 году большая часть потенциальных велосипедистов боятся ездить по улицам.

Эксперт Анастасия Янчевская говорит о важном переломе, случившемся в общественном восприятии велосипедистов в городе: если раньше они воспринимались как «молодые и бедные люди, которые (пока что) не могут позволить приобрести себе автомобиль», то теперь усиливается и распространяется мнение о том, что «в городе есть активные велосипедисты, которые требуют изменений инфраструктуры для себя».

## Неформальная сеть велоорганизаций
| Город               | Организации и инициативы |
| ------------------- | --- |
| Минск               | ОО «Минское велосипедное общество» Учреждение «Центр экологических решений» в рамках проекта «Городское велодвижение в Беларуси» МОО «Солянка» |
| Брест               | ИПУ «ЗаВелоБрест» ЭКОКЛАСТЕР ОО «Минское велосипедное общество» и Учреждение «Центр экологических решений» в рамках проекта «Городское велодвижение в Беларуси» Проект DeVELOpment Велосипедный клуб «Радея» |
| Гродно              | ООВ "ВелоГродно ОО «Минское велосипедное общество» и Учреждение «Центр экологических решений» в рамках проекта «Городское велодвижение в Беларуси» Проект DeVELOpment |
| Гомель              | Областное общественное объединение «ВелоГомель» Общественное движение «ВелоГомель» |
| Могилев             | Велоактивисты Константин Черняков, Татьяна Осмоловская и магазин «От Винта» Инициатива «Города для жизни» Инициатива «Тутэшы ровар» ОО "Экопроект"СКУ «Центр инициатив» ОО «Минское велосипедное общество» и Учреждение «Центр экологических решений» в рамках проекта «Городское велодвижение в Беларуси» Проект DeVELOpment                               |
| Витебск             | Культурно-просветительское учреждение "Центр урбанистических проектов и инициатив «Прастора» |
| Вилейка             | ОО «ЗОВиК» |
| Слоним              | ОО «ВелоСлоним» |
| Жодино              | Молодёжный центр города Жодино |
| Лида                | Иницативная группа «ВелоЛида» ООВ «ВелоГродно» ОО «Минское велосипедное общество» в рамках проекта «Городское велодвижение в Беларуси» |
| Новогрудок          | Туристско-информационный центр г. Новогрудок Новогрудский благотворительный фонд «Мы и наш город» ПРООН в рамках проекта «Поддержка зелёного градостроительства в малых и средних городах Беларуси» Республиканский туристско-спортивный союз (РТСС) ВелоНовогрудок ОО «Минское велосипедное общество» в рамках проекта «Городское велодвижение в Беларуси» |
| Орша                | ОО «Минское велосипедное общество» и Учреждение «Центр экологических решений» в рамках проекта «Городское велодвижение в Беларуси» Проект DeVELOpment |
| Полоцк и Новополоцк | ОО «Верста» Проект «Зелёные города» |
| Солигорск           | Зялёны ровар ОО «Минское велосипедное общество» и Учреждение «Центр экологических решений» в рамках проекта «Городское велодвижение в Беларуси» Проект DeVELOpment |
| Речица              | инициатива «ВелоРечица» |
| Борисов             | инициатива «ВелоБорисов» |

## Онлайн сообщества
| Сайт                       | Описание |
| -------------------------- | --- |
| poehali.net                | Поехали! — известное велосипедное сообщество в Беларуси. Общение профессионалов и любителей. Организация различных велосипедных мероприятий, вроде «Открытия велосезона», проведение соревнований, веломарафонов, небольших покатушек. Старейшее и крупнейшее в РБ сообщество велосипедистов и туристов. Основано в 2002 году. |
| veloby.net                 | Организация велосипедных поездок. |
| https://t.me/CyclistsMinsk | Telegram группа Велосипедисты Минска. Группа для обеднения велосипедистов города Минска. Созданы разные темы для удобного общения пользователей. Общение в реальном времени. |
| velobrest.org              | Велодвижение Бреста и области. ВелоБрест — велоклуб из Брестcкой области в Беларуси. Милости просим пообщаться. |

## История
Среди различных видов спорта, появившихся в белорусских губерниях в конце XIX века, популярность приобрел велосипедный спорт. Велосипед воспринимался современниками как «величайшее изобретение XIX века». Он привлекал новизной, своей неповторимостью, динамизмом, являясь своеобразным символом наступавшего XX века. Феномен велосипеда, его роль и место в повседневной жизни белорусского общества на рубеже XIX—XX веков никогда не являлись предметом исследования. В советской историографии велосипедный спорт в Беларуси до 1917 года, как и прочие, кратко рассматривался в качестве преамбулы к становлению советской системы физической культуры и спорта.

История велосипеда

Изучение данной темы происходит активнее с середины 1990-х годов, разрабатываются несколько направлений: в рамках краеведения (история велосипеда и велоспорта в отдельных городах — В. Черепица, Т. Воронич, З. Шибеко); при изучении отдельных исторических личностей (например, Михаил Дзевочко, И. Максимова). Деятельность обществ велосипедистов, обществ содействия физическому воспитанию рассматривается при анализе системы негосударственных общественных организаций.

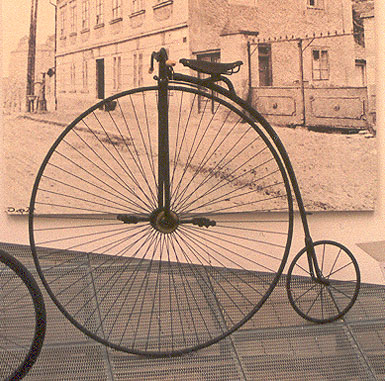
Велосипед-«паук»

Звание первого города в белорусских губерниях, где появился свой велосипед, в равной мере могут разделить Гродно, Витебск и Минск. По архивным и мемуарным данным, в Витебске велосипед появился в конце 1870-х годов, но из-за своей сложности и значительного веса (более 80 кг) популярности не имел. Появление велосипеда в Минске произошло в это же время, когда ученик городского училища Михаил Дзевочко получил велосипед (модель «паук») от одного из артистов цирка, выступавшего в Минске. Для сравнения, в Одессе первый «паук» появился весной 1878 года.
Первые велосипедные общества в Российской империи были зарегистрированы в Москве и Санкт-Петербурге ещё в 1884 году. В Вильно такое общество возникло 21 сентября 1892 года. В рамках современной территории Беларуси первая попытка самоорганизации была сделана в Гродно. В декабре 1893 года группа высокопоставленных чиновников (в том числе управляющий губернской казенной палатой, полицмейстер, правитель губернской канцелярии, советник губернского правления, член губернского по воинским делам присутствия, старший врач Гродненской окружной лечебницы, командиры 102-го Вятского и 103-го Петрозаводского полков, начальник жандармского управления) ходатайствовала перед губернатором об открытии общества велосипедистов. Главную цель общества инициаторы сформулировали в сближении любителей велосипедной езды, её усовершенствовании и распространении как приятного, практически полезного для здоровья способа передвижения. Для достижения этой цели общество намеревалось проводить собрания, экскурсии и состязания, а для увеличения средств «устраивались вечера, концерты и другие увеселения». Однако виленский генерал-губернатор устав не утвердил.

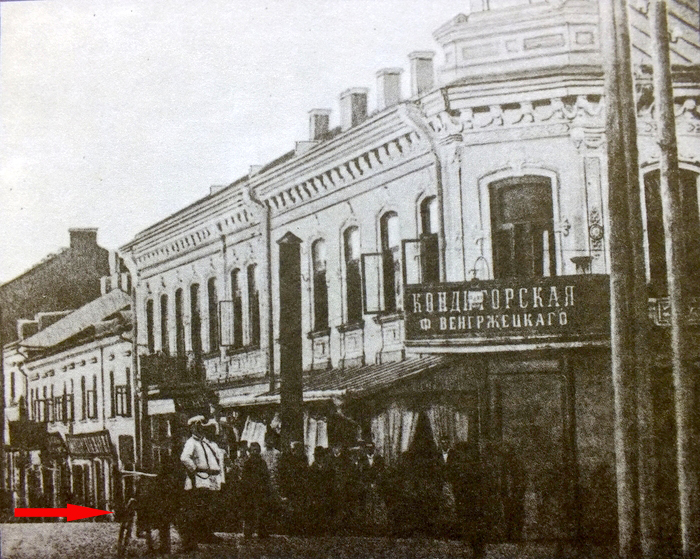
Рядом с городовым — прислоненный к столбу велосипед. Угол Захарьевской и Петропавловской (сейчас — перекресток проспекта Независимости и ул. Энгельса). Начало XX века

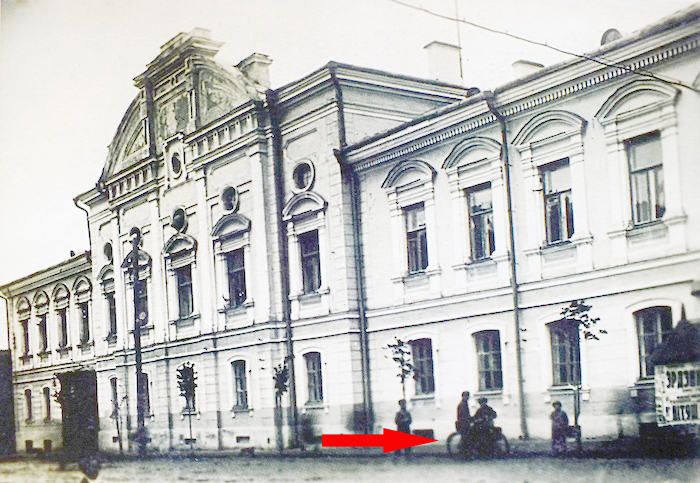
Некто катает свою спутницу у здания дворянского собрания, стоявшего на углу Подгорной и Петропавловской улиц. В 50-е годы XX века тут, на пересечении современных улиц Карла Маркса и Энгельса, построили жилой дом, в котором сейчас выход из станции метро «Купаловская»

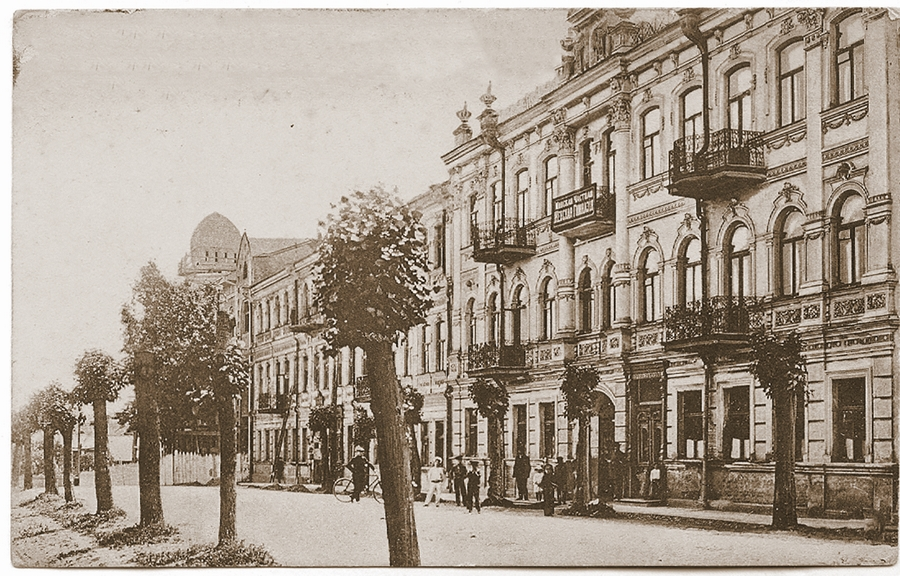
Велосипедист рядом с частной женской гимназией Левитской на улице Серпуховской. В середине ХХ столетия здание было перестроено — сейчас это дом № 24 по улице Володарского (1901-17 года фото)

Велосипедная езда активно пропагандировалась и Минским обществом любителей спорта, устав которого был утвержден в 1892 году по инициативе графа Карла Чапского. Вскоре, в 1894 году, начало функционировать общество любителей-велосипедистов в Двинске, с 1899 года — в Витебске. Причем о необходимости объединения писали постоянно, так, велосипедисты Бреста пытались создать общество любителей ещё в 1893—1894 годах, а до утверждения устава организовали неформальный центр для любителей велосипедной езды в кондитерской А. Фишера на Шоссейной улице. В некоторых городах езда на велосипеде появилась как одно из направлений деятельности организаций по физическому развитию (Могилев), добровольных пожарных обществ (Гомель). С 1906 года в Вильно по инициативе Л. Чарковского при польском обществе «Сокол» также действовал велосипедный кружок.
Второй причиной, побудившей велосипедистов к объединению, стала необходимость создания материальной и правовой базы для занятий ездой на велосипеде. Первые годы велосипедисты-одиночки использовали для прогулок дороги между городами, так как езда по городу на велосипеде была запрещена. Велосипедистам ставили в вину нарушение общественного порядка и морали, увечья прохожих. Решением проблемы занимались и городские власти, и сами велосипедисты. На протяжении второй половины 1890-х годов в белорусских городах, по образцу правил велосипедной езды Санкт-Петербурга, принимаются «Обязательные постановления о порядке езды на велосипедах и автоматических экипажах»:
- в Минске (с 29 августа 1897 года);
- Двинске (с 12 апреля 1898 года);
- Гродно (с 21 мая 1899 года);
- Витебске (с 10 июля 1899 года)[157].

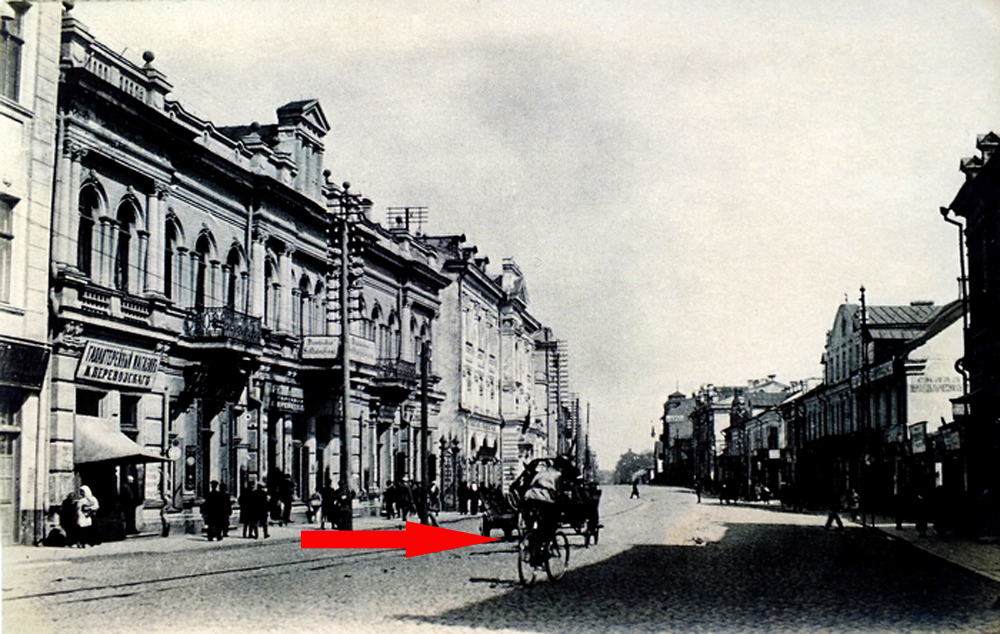
Велосипедист подъезжает к зданию правления Минского сельскохозяйственного общества (слева на дальнем плане), что размещался на углу Захарьевской улицы и одноимённого переулка. Сейчас на этом месте кинотеатр «Центральный»

Постановления содержали стандартный набор требований:
- езда по городским улицам разрешается только на низких двухколесных велосипедах;
- необходимо иметь именное свидетельство на право управления велосипедом;
- каждый велосипед обязан иметь номер, звонок и фонарь;
- быстрая езда по городу запрещена;
- вводились ограничения на возраст (обычно с 17 лет) и костюм велосипедистов.
- Свидетельство на право вождения выдавалось по результатам экзаменов, которые принимали в городской управе или в местном обществе велосипедистов[157].

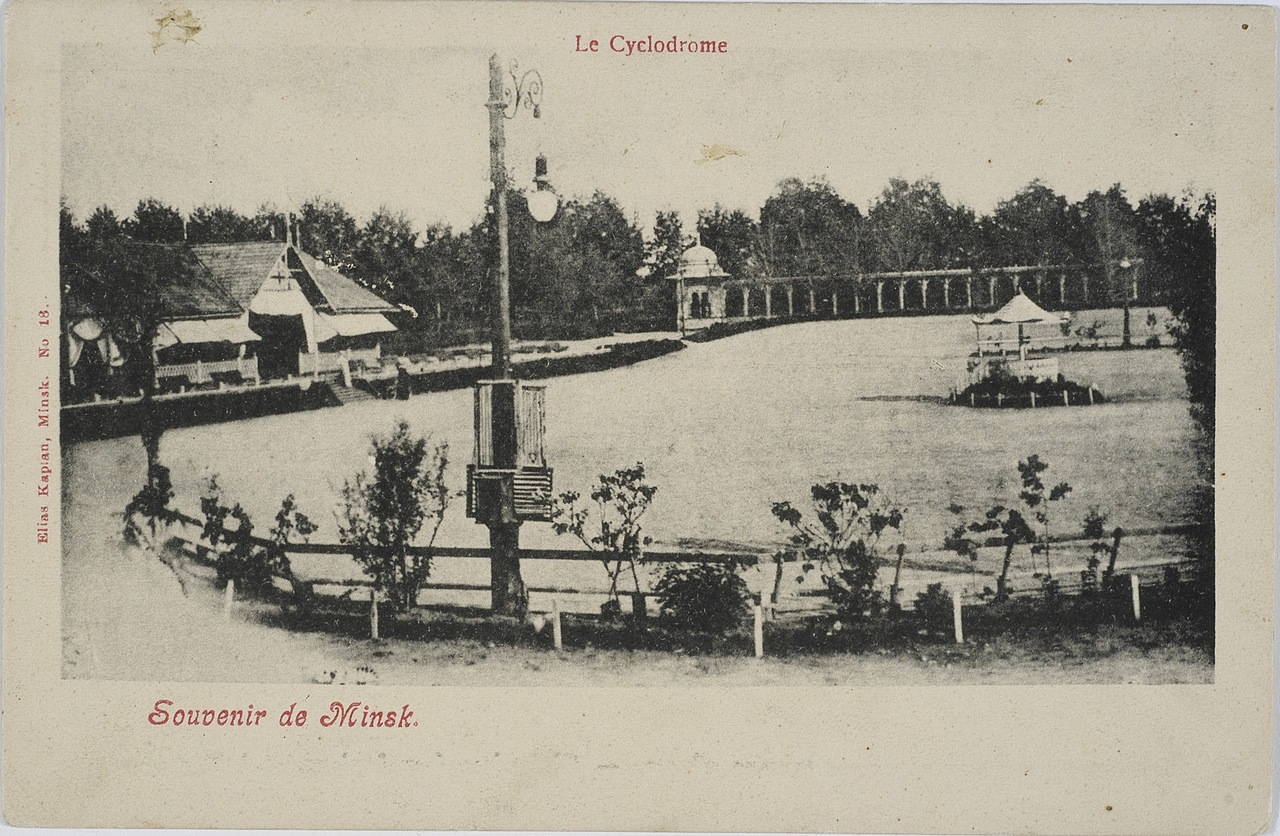
Дореволюционный циклодром в Минске, на месте сегодняшнего Парка Горького

Номера были индивидуальные, различных цветов, срок действия был ограничен (обычно 12 месяцев, с июля по июнь), и каждый велосипед облагался налогом. Служебные велосипеды налогом не облагались и обеспечивались номерными знаками по заявкам из государственных учреждений. В Витебске и Минске, например, налог составлял 1 руб. 40 коп. с одного велосипеда. Однако это не стало препятствием для роста популярности велосипеда среди зажиточной части городского населения. Часто велосипеды закупались для всей семьи: в Витебске, например, семья Руфман имела четыре велосипеда. Велосипед распространялся среди разных возрастных групп — от 17-летних девушек до 50-летних мужчин (например, купец К. Блох в Витебске в 1900 г. сдал на права в возрасте 52 лет).
С первых дней появления велосипеда актуальным был вопрос о создании специальных мест для езды на велосипедах. Первые треки создавались с согласия городского руководства на краткий срок, для оценки интереса горожан. На сегодняшний день сохранились информация и фотографии велотреков в Минске, Витебске, Гомеле, Гродно, Могилеве, то есть во всех крупнейших городах Беларуси на рубеже XIX—XX веков. В Гродно, Витебске, Минске по заявкам местных велосипедных обществ выделялся участок земли, где и строился трек — чаще всего земляной. Например, Минская городская дума на заседании 26 августа 1896 года постановила: «Отвести обществу в бесплатное пользование, в виде опыта, на один год, участок земли в городском саду». В итоге минский велотрек просуществовал более 20 лет. Председатель правления Гродненского общества физического развития И. А. Глебов в 1913 году после увеличения князем Друцким-Любецким арендной платы за пользование старым треком получил от городских властей разрешение на строительство новой площадки для подвижных игр (в том числе и трека), так как это позволит «молодежи проводить в кругу друзей все свободное время на чистом воздухе, будет отвлекать их от бездельного шатания по улицам, разовьет их физически, даст полезное развитие и отдых от умственного труда». Гомельский трек был построен в начале XX века по инициативе председателя местного Вольно-пожарного общества И. П. Максимова. Спрос рождал предложение, и с 1899 году Вильно и Витебск обладали зимними помещениями для езды на велосипеде, и в этих городах желающие могли кататься круглый год.

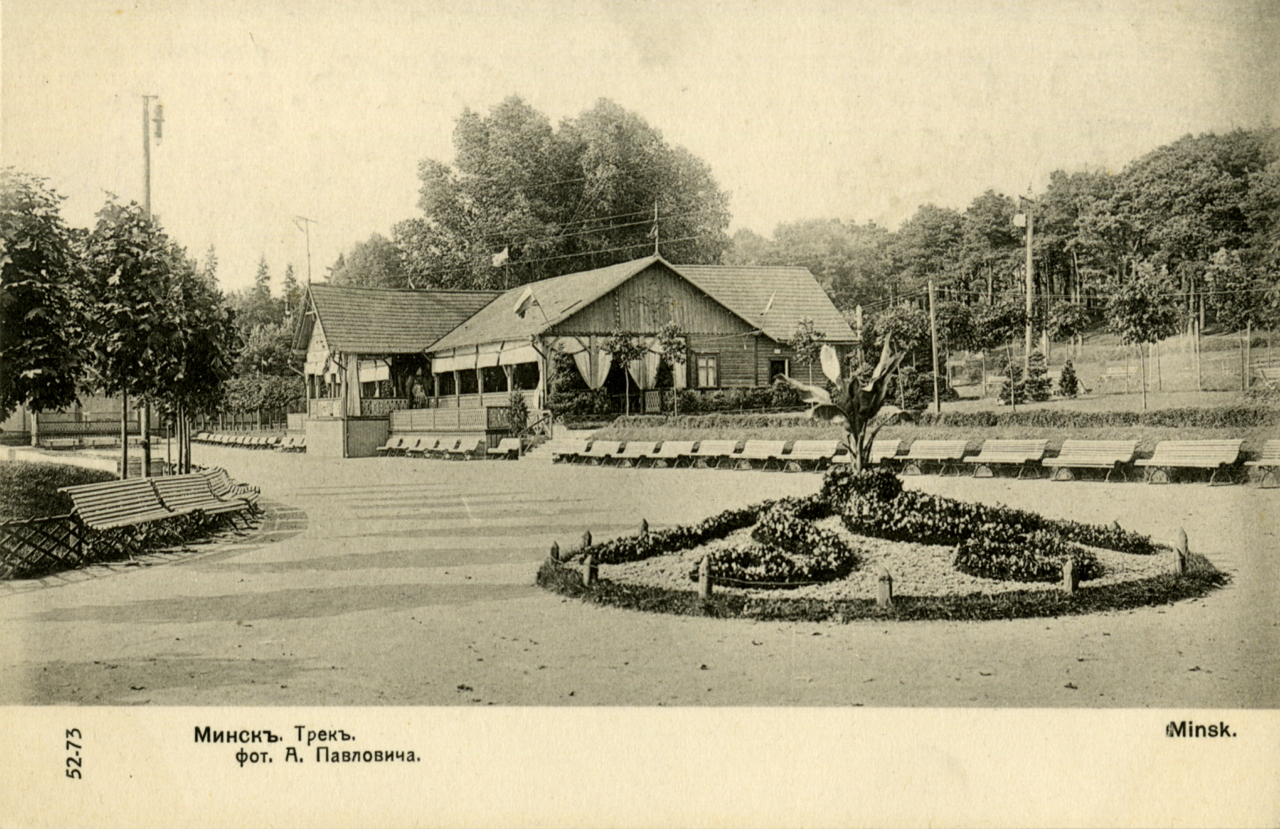
Дореволюционный циклодром в Минске, на месте сегодняшнего Парка Горького

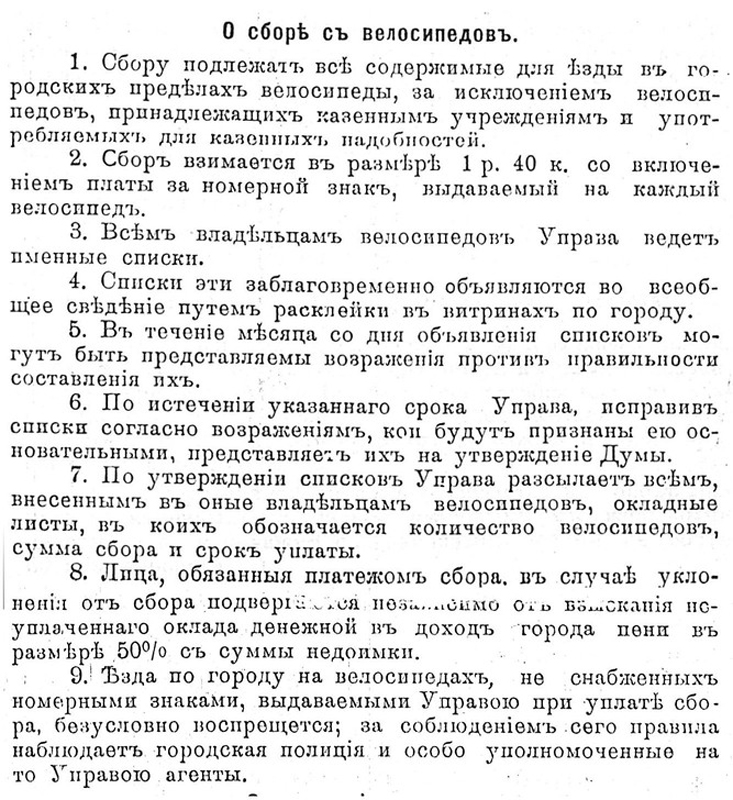
О сборах (налогах) на велосипеды

По мере роста спроса на велосипед увеличивается предложение и выбор моделей, открываются магазины и ремонтные мастерские. Основная масса велосипедов в 1890-е года доставлялась из Великобритании, однако в отдельных городах преобладали французские или немецкие велосипеды. Брест обеспечивался немецкими велосипедами, так как владельцем единственной мастерской был немец. Вильно в 1912 году имел несколько мест продажи, этим занимались товарищество «Саксо-Тюрингия» (улица Островоротная дом 20) и ещё 11 организаций. В Гродно в начале XX века имелось три пункта проката велосипедов: на складе Гониозского (улица Ивановская), при магазине «Проводник» (улица Муравьевская дом 3) и при здании архива Гродненского губернского правления. С 1894 года в Гродно в доме № 4 по современной улице Молодёжной располагалась велосипедно-мотоциклетная фабрика «Niemen» И. Пивоварского и братьев Старовольских. По своей конструкции гродненские модели с небольшими доработками копировали немецкие. Распространялись велосипеды и российского производства, тем более что завод «Лейтнера» располагался в Риге.

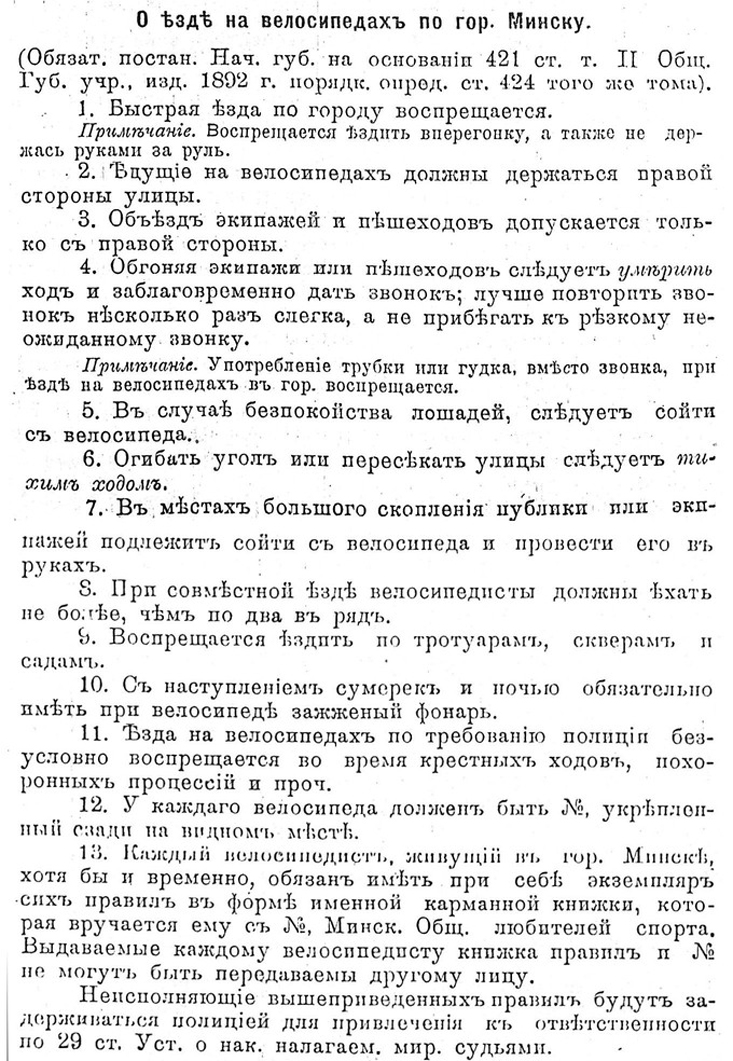
О езде на велосипедах по Минску, 1911 год

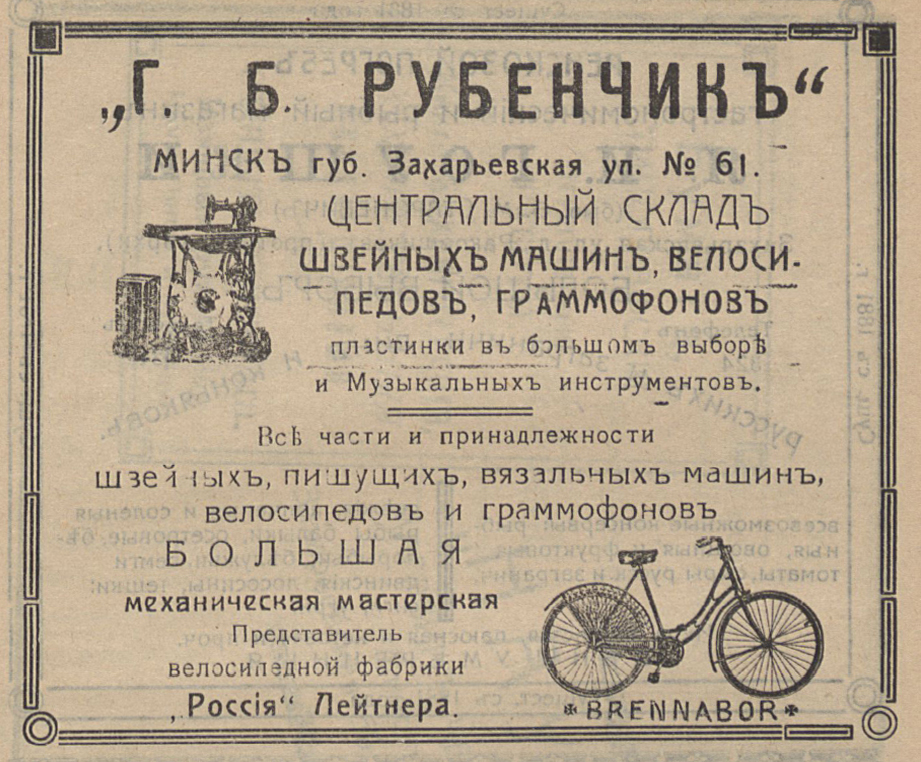
Реклама в газете

Массовое распространение велосипеда в белорусских губерниях относится к концу 1880-х годов, через несколько лет после появления безопасного велосипеда. Даже сам термин «ровер», то есть велосипед на белорусском языке, подчеркивает его широкое распространение здесь только с момента производства модели «Rover» в 1885 году. Вхождение велосипеда в жизнь общества происходило по нескольким направлениям:
1) велосипедный спорт (велосипедные гонки);
2) оздоровительная езда на велосипеде;
3) туризм;
4) военно-самокатное дело;
5) обеспечение нужд государственных учреждений.
Как и в странах Западной Европы, велосипед начинал свое распространение в Российской империи через спорт и гонки. Схема была проста: несколько любителей устраивали состязания, которые своей новизной привлекали массы зрителей на трибуны (первые гонки в Москве и Санкт-Петербурге собирали по 60 тысяч человек — число, сопоставимое со зрителями на коронации Николая II). Возможная прибыль заинтересовала часть предпринимательских кругов столиц и губернских городов (Варшава, Вильно, Одесса), которые вкладывали деньги в рекламу соревнований, постройку треков, приглашение зарубежных звезд велоспорта. Создавались велосипедные команды под эгидой определённой велосипедной фирмы: британской (Энфилд, BSA), немецкой (Brennabor), а позже и рижского завода «Лейтнер», московского «DUX». Победа конкретной команды повышала спрос на товары фирмы спонсора.
Например, в магазинах и складах Двинска выбор велосипедов был обширен. Каждый год поступали новые усовершенствованные модели. Фирма «Х. Добрый и сыновья» специализировалась на продаже велосипедов марок «Бреннабор» и «Матадор», цена на которые в 1902 году составляла от 105 рублей наличными за штуку. Завлекая рекламой потенциальных покупателей, купцы сообщали двинчанам, что в международной гонке, проходившей в Париже, на «Бреннаборе» обошёл конкурентов П. Дикентман, преодолевший 50 км за 46 мин. Магазин К. Апсана торговал велосипедами первой российской фабрики Лейтнера. В августе начиналась распродажа велосипедов по сниженным ценам: вместо 135 рублей просили 100, вместо 145—109, вместо 165—124.
В провинции, к которой относились и белорусские губернии, ситуация немного отличалась от столиц. Некоторые местные профессиональные велосипедисты выходили на общероссийский уровень, к примеру Михаил Дзевочко, который выиграл знаменитую гонку между Санкт-Петербургом и Москвой в 1895 году. Однако большинство местных велосипедистов участвовало в локальных, губернских соревнованиях на звание «лучшего ездока». Отсутствие организованного взаимодействиямежду велосипедистами и их объединениями из разных городов приводило к появлению множества «чемпионов». Например, звание «лучшего ездока запада России» разыгрывали в 1895 году в четырёх городах.

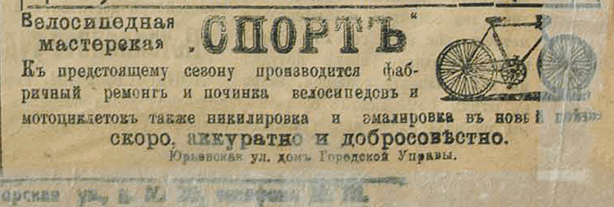
Реклама в газете о починке велосипедов

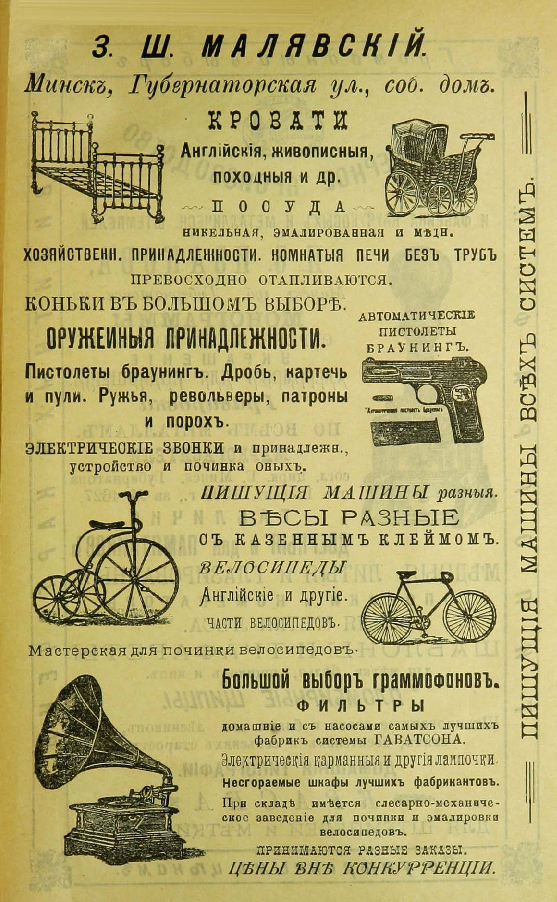
Рекламный листок о продаже кроватей, пистолетов, велосипедов, граммофонов

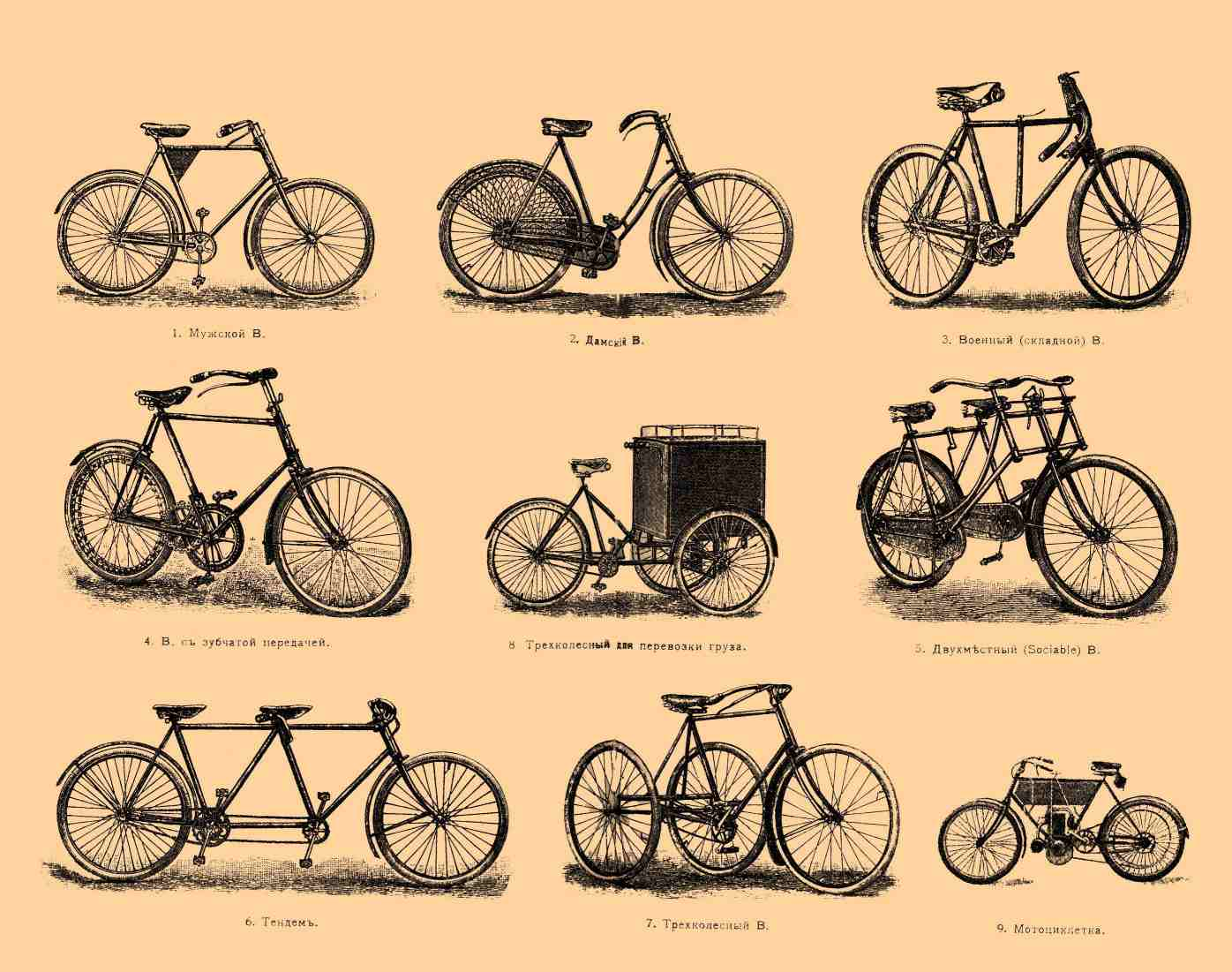
Изображение приблизительно 1890—1907

Газета «Витебские губернские ведомости» в 1895 году приглашала всех желающих 20 августа в Варшаву принять участие в данном розыгрыше. Допускались к состязаниям все желающие представители велосипедных клубов Российской империи, дистанция составляла 100 верст (106 км, 250 кругов на треке), а организационный взнос составлял 10 рублей с человека. В целом велосипедисты Северо-Западного края имели возможность в 1895 году в одной только Варшаве на треке местного клуба принять участие в восьми соревновательных днях, с мая по сентябрь. Каждый день соревнований включал от двух до двенадцати категорий, в том числе на 600 сажень (1,28 км); на одну (1,07 км), две (2,13 км) и семь с половиной (8 км) верст. Отдельно проводились соревнования для дам, для пешеходов, а участники распределялись по категориям не только по длине дистанции, но и по типу/весу велосипеда. Победители и призёры традиционно получали памятные именные призы: золотой, серебряный эмалированный и бронзовый жетоны, верстовой рекордный значок. Для неудачников состязаний проводились утешительные заезды.

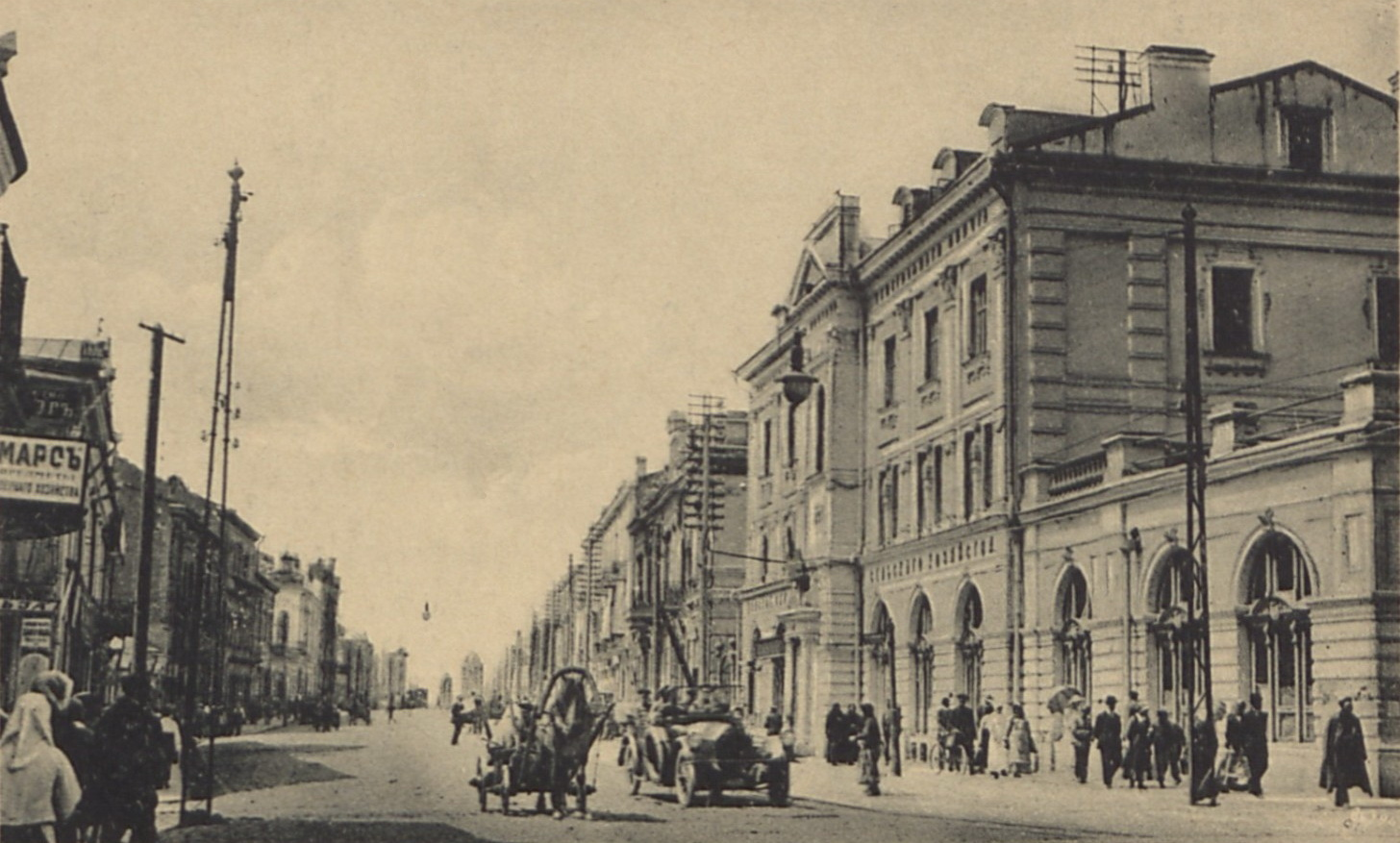
Среди пешеходов на тротуаре можно заметить человека в форменной одежде и фуражке с велосипедом. 1918 год

Подобные соревнования проводились и в городах Беларуси — Вильно, Двинске, Витебске. Результаты были различными и зависели не только от уровня мастерства спортсмена, а также от качества трека и велосипеда. Серафимович, один из лучших велосипедистов Витебска, принимавший участие в состязаниях в городском саду «Елаги» в 1894 году, прошёл дистанцию в 7,5 верст (8 км, 25 кругов) только за 19 минут 59 секунд, так как повороты дорожек сада служили большим препятствием для развития необходимой скорости. В Гродно ежегодно проводились соревнования велосипедистов, причем как наперегонки, так и по фигурному вождению, «состязание без руля».

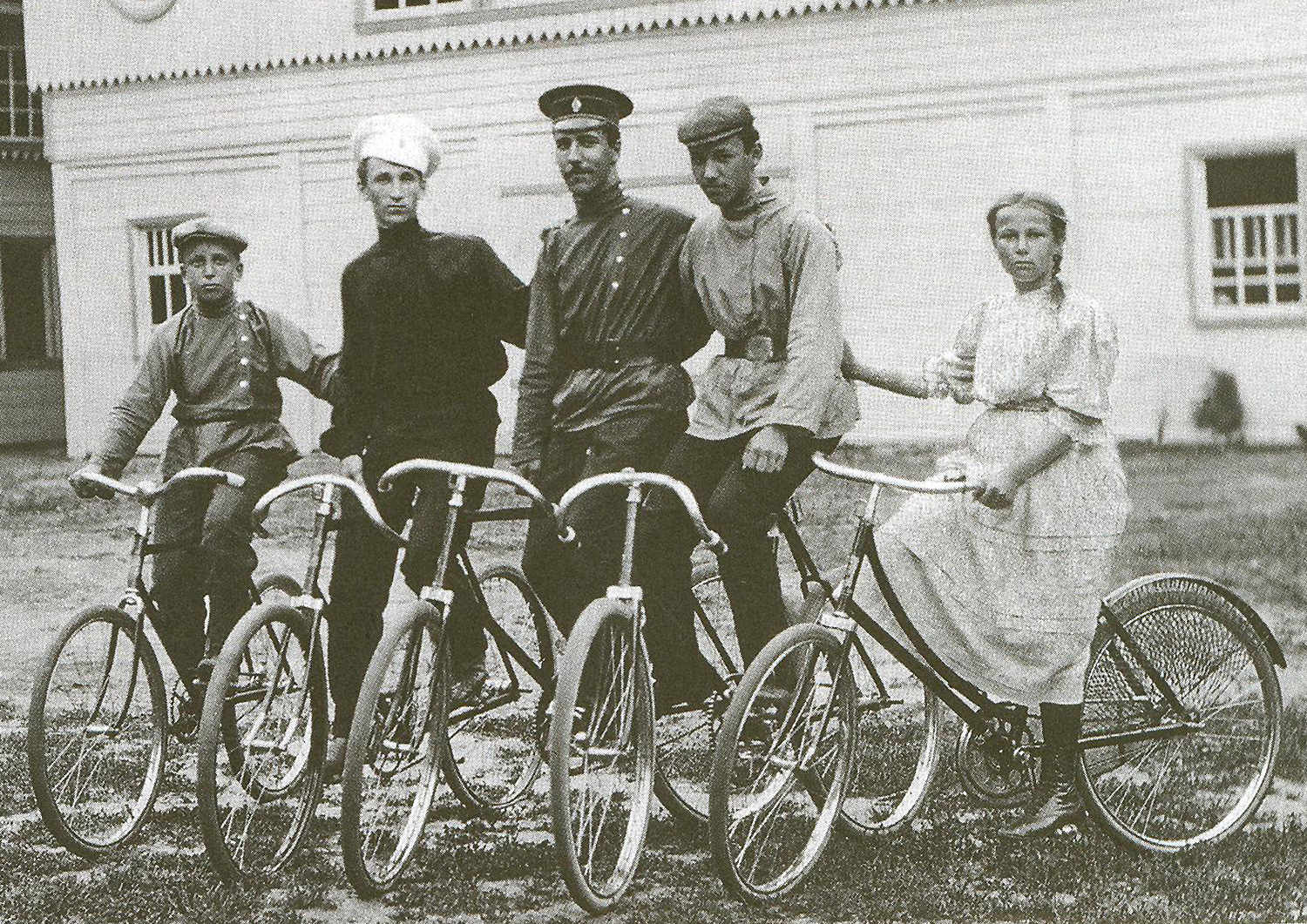
Велосипедисты в Минске, Российская Империя

Отдельно проводились шоссейные состязания. Традиционным состязанием в конце XIX века была гонка на 25 верст (26,5 км). Для первой награды (золотой жетон) норма составляла 58 минут. Популярными среди горожан были велогонки между городами, например между Минском и близлежащими городами. В сентябре 1902 года виленские велосипедисты-любители А. Свиридов, Т. Ушаков, А. Протасов и гомельчанин Н. Петров заключили пари на 150 рублей на расстояние в 230 верст (245 км) между городами Вильно и Минск. Победу одержал Н. Петров, преодолевший дистанцию за 13,5 часов. Ожесточённые споры вызывал статус профессионала или любителя. К началу XX века в Российской империи была принята следующая формулировка: «Профессиональным велосипедистом считается всякий, кто ездил на велосипеде публично и за деньги». Общие соревнования междулюбителями и профессионалами не проводились.

С развитием медицинской науки начали активно изучаться вопросы влияния велосипедной езды на организм занимающихся ею людей. Большинство российских врачей в конце XIX века рекомендовали неспешную езду на свежем воздухе при заболеваниях сердца, печени, легких, при неврастении и малокровии. Журналы «Циклист», «Самокат» публикуют переводы из иностранных газет о пользе велосипеда для здоровья, о случаях излечений: «В Витебске рядом с многочисленными случаями излечения самокатной ездой задышки, застоя крови, вздутия печенки и других болезней занимают нас два новых случая излечения от желудочного катара и головной боли».

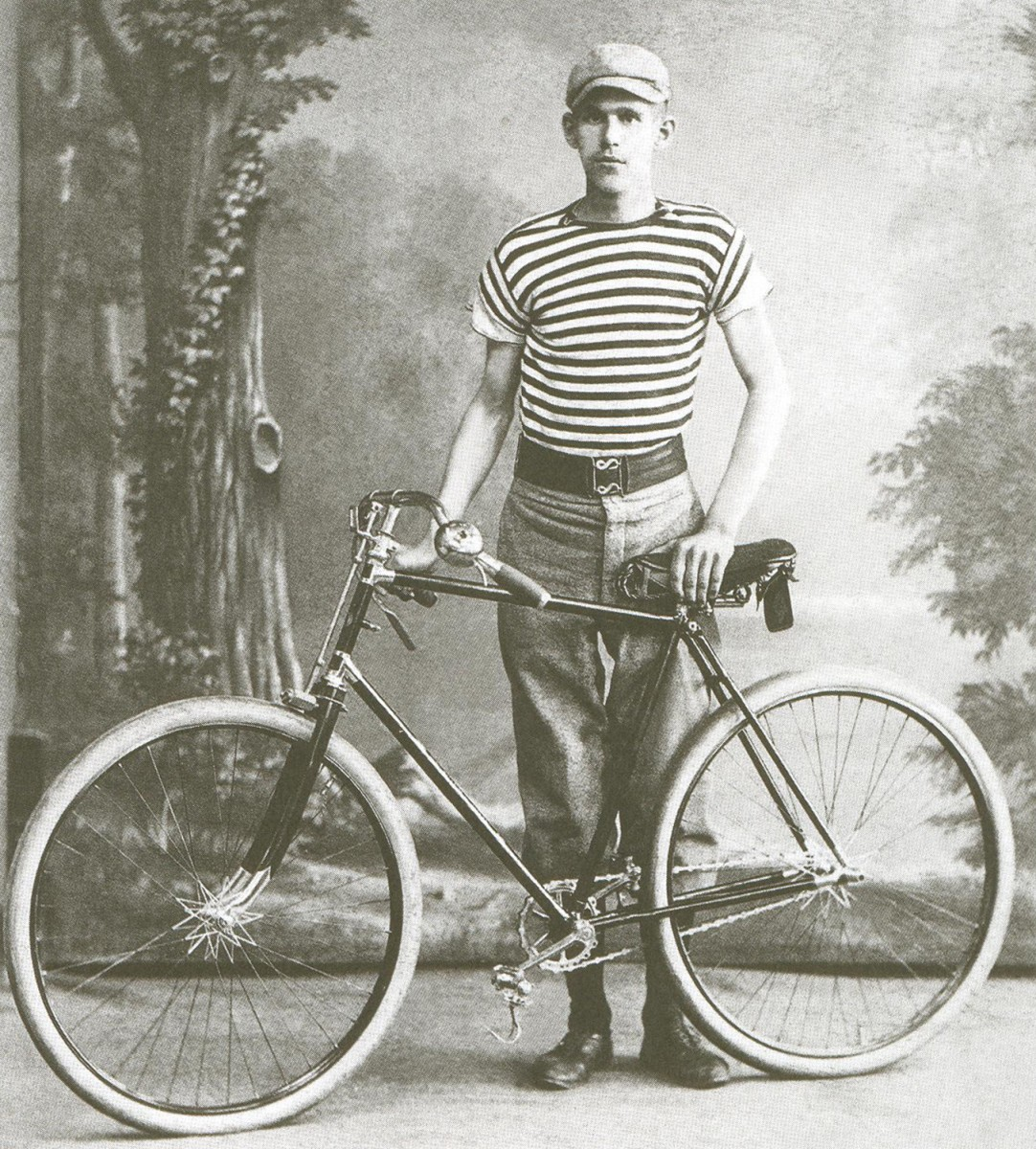
Велосипедист в Минске

Во многом именно с этим была связана популярность экскурсий, устраиваемых обществами велосипедистов-любителей. Экскурсии преследовали несколько целей, главными из которых считались оздоровительная и познавательная, так как устраивались они большей частью по историческим местам. Таким образом, оформлялось третье направление в развитии велосипеда — туризм, а также велопробеги. Они пользовались большой популярностью, особенно в условиях интереса к краеведению, роста национального самосознания в последней четверти XIX века. Даже Энциклопедический словарь Брокгауза и Эфрона (1902 года издания) не содержит статьи «Туризм», а сам термин «туризм» употребляется лишь в статье об истории конструкции велосипеда и путешествийна нем.

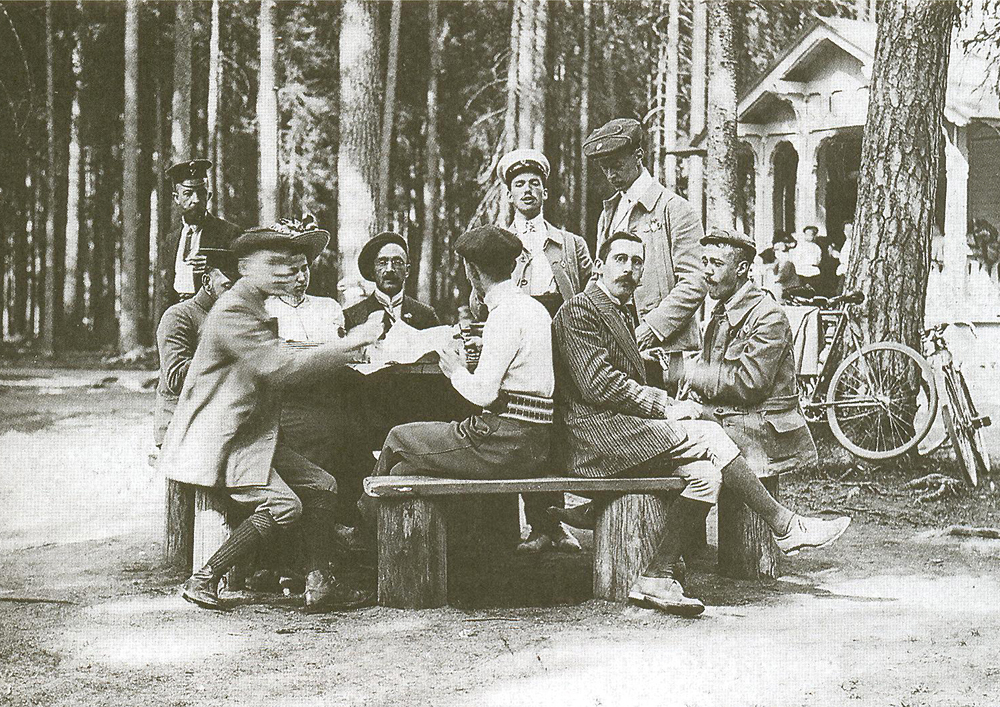
Велосипедный туризм

Капитан В. М. Келлескраусс со 2 августа по 5 сентября 1889 года совершил на велосипеде типа Safety («Свифт» No 2) путешествие из Ковно через Кёнигсберг, Берлин и Брюссель в Париж, протяженностью 2500 верст (2667 км) за 33 дня, имея на себе 30 фунтов (13,5 кг) груза. Подобные длинные велопробеги стали регулярно практиковаться в велосипедных обществах. Один из первых велопробегов был проведен 23—24 апреля 1894 года по маршруту Брест — Кобрин — Великорита — Брест (136 верст: 145 км); второй велопробег — в сентябре 1894 года по маршруту Брест — Каменец — Чернавчицы — Брест (132 версты: 140 км). Образцом велопробега для велосипедистов-любителей в белорусских губерниях стала успешная поездка шестерых витеблян во главе с Пржесецким на выставку в Нижний Новгород в 1896 году (около 2000 верст: 2133 км). Через белорусские губернии проходили маршруты международных велопробегов, популяризируя велосипед: в том же 1896 году К. Петерс на квадруплете совершил путешествие Москва — Брест — Варшава — Дортмунд.
Для успеха серьёзных туристических путешествий были необходимы правила групповых выездов. В 1899—1900 годах руководством Витебского общества велосипедистов (командор П. П. Лаппо) была разработана памятка «Организация поездки целого общества велосипедистов. Практические советы туристам». В памятке детально рассматривались все вопросы экскурсионно-туристического выезда: подготовка техники и разработка маршрута (перед отправкой оглашались цели поездки и общие сведения о маршруте, время отправления, остановочные пункты по дороге, продолжительность привалов; конечный пункт экскурсии), снаряжение, руководство, порядок и темп езды, условные сигналы, проблемы здоровья и безопасности туристов.
Витебские корреспонденты журнала «Самокат» среди маршрутов туристических групп в середине 1890-х годов называют Могилев — Витебск, Орша — Витебск, Невель — Городок. Отчет о деятельности Минского общества любителей спорта за 1899 год сообщает о поездке группы из 5 человек в Слуцк (около 95 верст: 100 км). В Гродненской губернии широко практиковались велосипедные экскурсии по историческим местам, а также велопробеги Гродно — Скидель, Гродно — Индура, Гродно — Друскининкай и другие. Популярными стали прогулки за город, на пикники, в Бресте, Бобруйске, Двинске и Гродно активно для отдыха использовались крепостные коммуникации (так как отличались дорогами высокого качества). Символично, что в 1911—1912 годах даже офицеры в Брестской крепости (в том числе Дмитрий Карбышев) отказались от казенных экипажей, отдав предпочтение велосипедам. Офицеры крепости (Владимир Догадин, Иван Белинский и другие) приобретали велосипеды не только для себя, но и для членов семей. Цена 50 рублей за один велосипед в 1912 году была высокой, но приемлемой для офицера с капитанским жалованием в 250 рублей (для сравнения, килограмм телятины стоил 35 копеек, а хлеба — 3 копейки).
Падение интереса к велосипеду, которое случилось в начале XX века, было вызвано стремительным прогрессом техники и появлением у велосипеда серьёзных конкурентов — автомобиля и самолёта. Однако если велогонки и различные турниры прекращаются, то велосипедный туризм только расширял свои направления. Снижение цен на велосипеды и появление на рынке отечественных моделей позволило кадетским корпусам, экономически состоятельным гимназиям, училищам приобретать их для учебных нужд. Отчеты руководства Виленского учебного округа позволяют оценить роль велосипеда в физическом воспитании учащихся. Так, в 1910 году из 292 участников загородной прогулки учащихся Пинского реального училища двадцать три были на велосипедах (часть на собственных). В 1909—1910 годах велосипеды имелись в Гродненской мужской гимназии, Могилевской мужской гимназии и реальном училище, Полоцком кадетском корпусе и других. К середине 1900-х годов велосипед теряет статус редкой и дорогой игрушки, появляется в небольших городах — Лиде, Глубоком, Кобрине.

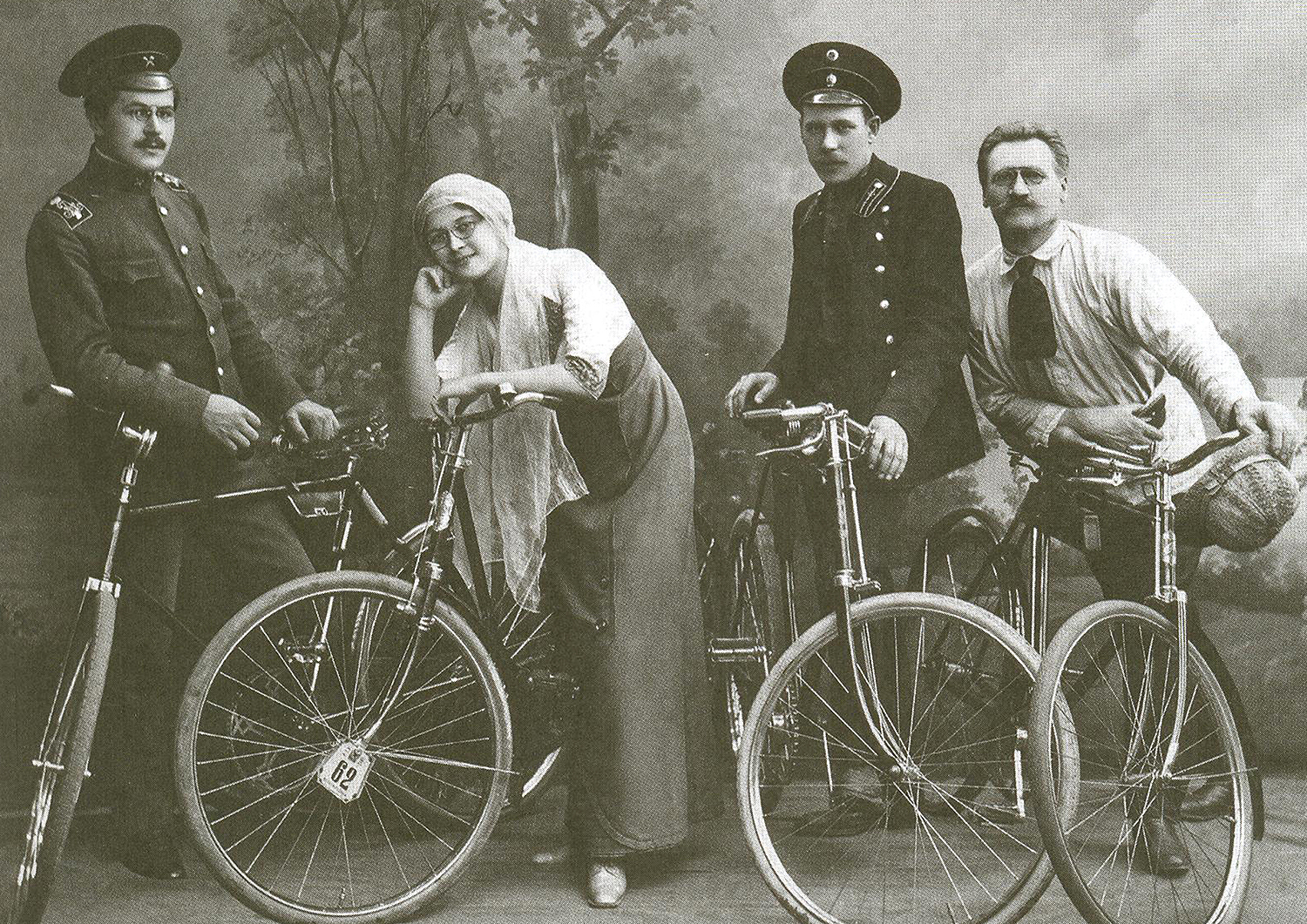
Велосипедисты Российской Империи

Рассматривая распространение велосипеда в обществе, нельзя пропустить его развитие в армии. В июне 1891 года вышел приказ No 1581 об обязательном приобретении велосипеда для войск и формировании самокатных команд. Задачей этих команд была рекогносцировка на местности, также самокатчики являлись средством сообщения. Четких принципов формирования не было, самокатные команды создавались из добровольцев — как офицеров, так и нижних чинов. Самокатное дело быстро завоевало популярность в армии. В целях поощрения самокатчиков с 1893 года в различных частях войск стали устраивать состязания на велосипедах, отдельно для офицеров и для нижних чинов. Причем офицеры выступали на своих, а нижние чины — на казенных машинах. Качество казенных велосипедов было значительно хуже. «По дороге я обогнал самокатчика-солдата Р. полка; этот солдатик на своем казенном, со сплошными шинами, костоломе буквально терпел бедствие», — так описывал свою встречу на дороге возле реки Муховец один из жителей Бреста в 1894 году. Наличие велосипеда в армии давало возможность познакомиться с ним представителям даже отдаленных уездов Российской империи, призванных на службу.
Востребованность самокатного дела в армии очевидна из следующихцифр: к 1895 году «Ведомость гг. офицеров и нижних чинов, ездящих на самокатах», насчитывала 1219 человек. В августе 1894 года на манёврах 25-й пехотной дивизии между городом Двинском и Дриссой, согласно разрешению командира 16-го армейского корпуса, ротные командиры использовали для передвижения велосипеды. Один из ротных командиров 97-го пехотного Лифляндского полка находился безотлучно при роте во время всех манёвров, проехав за это время на велосипеде 206 верст (219 км). В 1897 году на военном параде в Гродненской губернии возле Белостока принимала участие строевая самокатная команда. Об объёмах поступления велосипедов в военные части, размещенные в белорусских губерниях, свидетельствовала газета «Русский инвалид», которая предлагала желающим приобрести невостребованные «военные самокаты для крепостей Варшавского и Виленского военных округов в количестве 484 штук и для разных пехотных дивизий в количестве около 300 штук» в варшавском магазине «Ормонд».

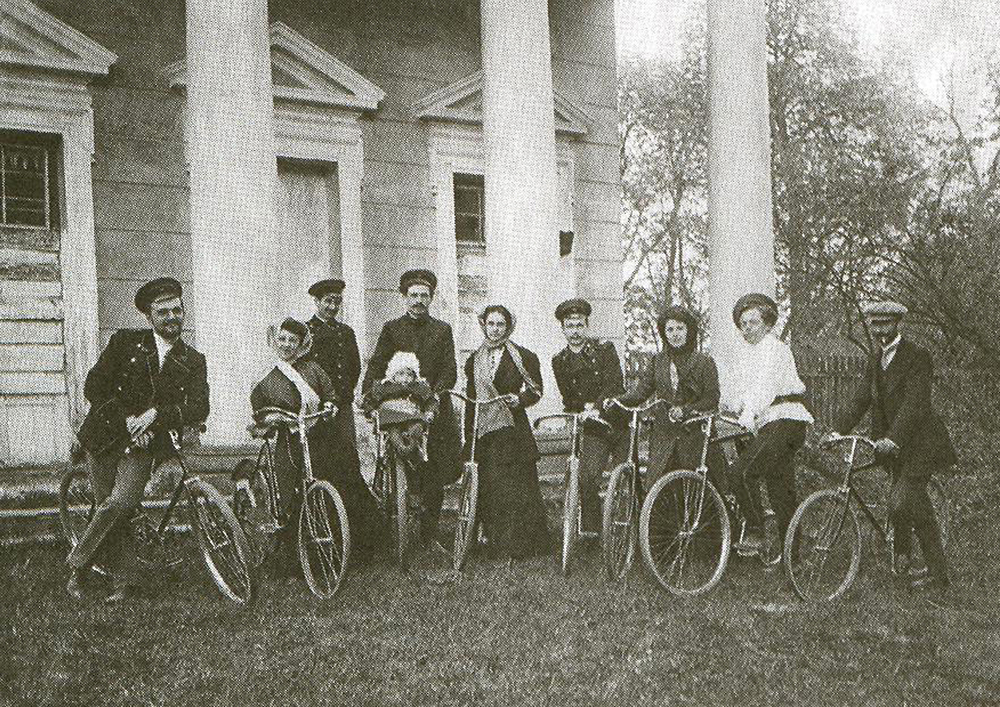
Велосипедисты Российской Империи, куда входила сегодняшняя Беларусь

Практическую пользу от использования велосипеда оценили не только в армии. Почти сразу велосипед начал применяться в нескольких государственных учреждениях. Во-первых, ещё в конце 1870-х годов Михаил Дзевочко на первом в Минске велосипеде занимался доставкой корреспонденции правления Либаво-Роменской железной дороги. К середине 1890-х годов почтовое ведомство перешло к системному использованию велосипеда. В 1897 году в журнале «Циклист» было отмечено: «Петербургское почтовое ведомство вводит для почтальонов вместо повозок велосипеды. Приобретено их 25 штук. Они трехколесные и будут использоваться для почтовых ящиков с механическим затвором». В Санкт-Петербурге и Москве были организованы велосипедные курсы для почтальонов, например в Москве в мае 1901 года тренировались почтальоны из Твери, в августе — из Рязани. В Минской почтово-телеграфной конторе постоянно использовались два велосипеда для доставки срочной корреспонденции, в Виленской — семь.
Велосипеды, как и прочие технические новинки, нашли применение в органах Министерства внутренних дел. Жандармские и полицейские управления включали велосипед в список необходимого снаряжения и к 1917 году имели по 1—2 машины. Даже сельскохозяйственные артели и помещики активно использовали велосипед для осмотра полевых работ и объезда посевов, в начале Первой мировой войны у Гродненского сельскохозяйственного товарищества было конфисковано на нужды армии 27 велосипедов. В технической сфере распространение велосипедов породило «движение за хорошие дороги» — уже в 1894—1895 годах велосипедисты Бреста и Витебска критично оценивали качество дорог даже в губернских и уездных центрах.
Велосипедные общества стали популярным центром досуга в губернских и уездных городах. Велотреки стали сосредоточением развлечений и символом массового спорта в белорусских губерниях, что нашло многочисленное отражение на фотографиях начала XX века. Например, во второй половине 1910 года на минском треке побывало 9037 человек. Люди приходили сюда приятно провести время, развлечься. Газета «Минский голос» (1911 год) причисляла велотрек к числу увеселительных заведений, упоминая его в одном ряду с театром, цирком, кинотеатром, рестораном.

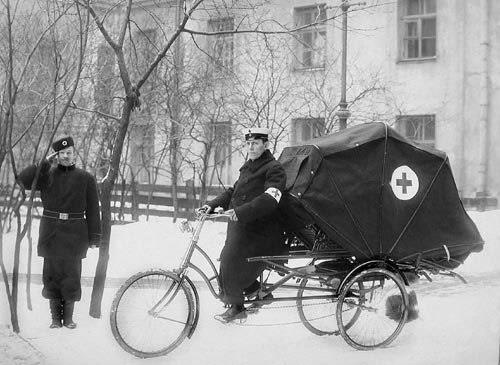
Скорая помощь на велосипеде

Мировая война прервала плавное развитие велосипедного дела. Многие велосипедисты ушли на фронт. В городах Российской империи местные велосипедные общества создали летучие санитарно-велосипедные команды, помогавшие транспортировать прибывающих с фронта по железной дороге раненых в городские больницы. Спортивные общества организовали курсы по подготовке новобранцев. Из числа энтузиастов-велосипедистов набирались инструктора для обучения солдат самокатных (велосипедных) рот, существовавших в русской армии ещё с начала XX века. Велосипедные состязания организовывались редко и носили главным образом местный характер. Две революции и последовавшая за ними Гражданская война закрыли страницу дореволюционной истории велосипедного дела в стране, дав начало следующему этапу — советскому. Велосипед занимал одно из важнейших мест в развитии стремительно менявшегося белорусского общества на рубеже XIX—XX веков. Он стал одним из центров развития спорта, популяризировал технические новинки для использования в повседневной жизни и работе (почта, полиция, медицина, армия, сельское хозяйство), способствовал возникновению туризма как массового общественного явления.

## Критика велодвижения
Иногда случаются конфликты велосипедистов с автомобилистами или пешеходами. Например велосипедист может лихачить на тротуаре среди пешеходов, пугать людей высокой скоростью, создавать аварийные ситуации на дороге. Возможный негативный эффект от понижения бордюра — автомобилисты могут начать использовать заниженный тротуар для парковки, что мешает пешеходам. Велоактивисты хотят уменьшить количество подземных переходов, тогда как некоторые пешеходы считают что подземные переходы безопаснее и не мешают автомобилям.
Всего в 2019 году в Беларуси было зарегистрировано 3510 ДТП, из них 292 наезда на велосипедистов. По вине велосипедистов было совершено 139 ДТП — это почти половина от общего числа в этой категории. Согласно статистике 26 велосипедистов погибли, 114 травмированы. При этом 37 находились в состоянии алкогольного опьянения.

### До революции
В 1903 году минский губернатор издал обязательное постановление, по которому в городе запрещалось передвигаться на велосипеде без номерного знака, по тротуарам, скверам и садам, во время крестных ходов, похоронных процессий, без копии данного постановления. Это было не случайно, ведь многие минчане не хотели платить сбор, составлявший 1 рубль 40 копеек за год. Кроме того, увеличилось количество несчастных случаев, происходивших по вине велосипедистов. Чаще всего сталкивались прохожие и обладатели двухколесных машин на перекрестках: пешеходы не привыкли к тому, что из-за угла может вылететь велосипедист. Правил дорожного движения в то время ещё не существовало. Постановление позволяло хоть как-то упорядочить движение на улицах: обязывало велосипедистов ездить по городу, держась правой стороны, подавать звуковой сигнал, на перекрестках ехать тихим ходом. А если лошади испугались велосипеда, то следовало остановиться и повести его в руках.
Столь строгие правила были оправданы. «На этих днях некто Резник, прибывший в Минск в гости из Лодзи, конторщик, проезжая по Садовой улице на велосипеде, наехал на стену каменного дома и получил столь серьёзные ушибы головы, что жизнь его в опасности», — писала в 1913 году «Минская газета-копейка». Появилась даже специальная рубрика «Велосипедисты одолели». Горожане жаловались на колесящих по городскому саду.
Несмотря на распоряжение, воспрещающее езду на велосипедах после 11 часов утра, наши любители совершают свои прогулки в Губернаторском саду, когда им это желательно. Если у них нет сознания, что своим шныряньем по аллеям сада причиняют большое беспокойство гуляющим, то странно, почему их не страшит и судебная ответственность. Остается предположить, что жажда красоваться на своих стальных конях перед публикой у них настолько сильна, что заставляет пренебрегать даже грозящим наказанием. Не лучше ли было бы в таком случае велосипедистам устраивать особые публичные турниры и в местах более удобных для их эволюции, чем общественный сад?
— предлагали решение минские журналисты. Но велосипедисты оставались непреклонны — продолжали колесить по городу в удобное для них время и на желаемой скорости. В Минске существовала шутка: «У отца было два сына: один — умный, а другой — велосипедист».

## Технические стандарты
К действующим техническим документам, которые так или иначе влияют на развитие инфраструктуры городского велодвижения, относятся технические кодексы сложившейся практики (ТКП) и государственные стандарты Республики Беларусь (СТБ) и Таможенного союза.
| Название документа | Содержание | Дата введения                             |
| --- | --- | ----------------------------------------- |
| СТБ 1140-99. Знаки дорожные. Общие технические условия | Распространяется на дорожные знаки, предназначенные для информирования участников дорожного движения, в том числе и велосипедного, об условиях, направлениях и режимах движения на дорогах. | 2001-10-01                                |
| ТКП 45-03.02-6-2005. Благоустройство территорий. Дорожные одежды с покрытием из плит тротуарных. Правила проектирования                                    | Распространяется на благоустройство территорий и устанавливает правила проектирования дорожных одежд с покрытием из плит тротуар ных пешеходных путей и зон. | 2006-01-01                                |
| ТКП 45-03.02-7-2005. Благоусройство территорий. Дорожные одежды с покрытием из плит тротуарных. Правила устройства                                         | Распространяется на благоустройство территорий и устанавливает правила устройства дорожных одежд с покрытием из плит тротуарных пешеходных путей и зон. | 2006-01-01                                |
| ТКП 45-3.03-19-2006. Автомобильные дороги. Нормы проек- тирования                                                                                          | Распространяется на автомобильные дороги и устанавливает нормы их проектирования. | 2006-07-01                                |
| ТКП 172—2009. Обустройство мест производства работ при строительстве, реконструкции и содержании автомобильных дорог и улиц населённых пунктов             | Распространяется на организацию движения транспортных средств, в том числе и велоси-педов, и пешеходов в местах производства до-рожных работ. | 2009-05-01                                |
| ТКП 45-3.01-118-2008. Градостроительство. Схема комплексной территориальной организации региона (области, района, группы районов). Правила проектирования. | Устанавливает требования в составу, порядку разработки и согласованию градостроительных проектов общего планирования регионального уровня — схем комплексной территориальной организации областей, районов и их групп на территории Республики Беларусь. | 2009-07-01                                |
| ТКП 45-3.01-116-2008. Градостроительство. Населенные пункты. Нормы планирования и застройки                                                                | Устанавливает нормы по планировке и застройке населенных пунктов (поселений), обязательные для всех физических и юридических лиц, осуществляющих архитектурную, градостроительную и строительную деятельность на территории Республики Беларусь. Технический кодекс устанавливает нормы и правила формирования ландшафтно-рекреационных территорий пригородных зон. ТКП разработан с учётом особенностей градостроительного развития Минска. | 2009-07-01, изменение № 6 2018-11-01      |
| ТКП 45-3.02-70-2009. Благоустройство территорий. Асфальтовые покрытия. Правила устройства                                                                  | Распространяется на благоустройство территорий и устанавливает правила устройства асфальтобетонных покрытий внутриквартальных проездов, пешеходных путей и зон. | 2010-01-01                                |
| ТКП 45-3.02-318-2018 (33020). Среда обитания для физически ослабленных лиц. Строительные нормы проектирования                                              | Технический кодекс устанавливает требования к проектированию жилых и общественных зданий (сооружений), а также зданий производственных предприятий в части свойств среды обитания, обеспечивающих возможность самостоятельной деятельности физически ослабленных лиц различных категорий, необходимой для их социальной интеграции. Технический кодекс предназначен для применения при разработке проектной документации на объекты генерального и детального планирования, а также на общедоступные и специальные объекты среды обитания. Технический кодекс не распространяется на проектирование следующих объектов: открытые территории, здания, помещения, пребывание в которых может быть связано с опасностью для жизни и здоровья физически ослабленных лиц; объекты, пребывание в которых требует особой подготовки; объекты, представляющие историко-культурную ценность, изначально не адаптированные к возможностям физически ослабленных лиц и не поддающиеся адаптации без существенного изменения функциональных и визуальных характеристик; отдельные квартиры в многоквартирных и блокированных жилых домах, одноквартирные жилые дома, жилые ячейки общежитий, номера гостиниц, не предназначенные непосредственно для проживания физически ослабленных лиц или для домохозяйств с такими лицами. | 2018-10-01                                |
| ТКП 45-3.03-227-2010 (02250): Улицы населенных пунктов. Строительные нормы проектирования                                                                  | Устанавливает строительные нормы проектирования улиц населенных пунктов и распространяется на проектирование нового строительства, реконструкции, капитального ремонта (модернизации) улиц городов, поселков и сельских населенных пунктов, в том числе улиц, являющихся продолжением автомобильных дорог общего пользования в пределах перспективных границ населенных пунктов, а также на разработку градостроительной документации. Комментарий Минского велосипедного общества: в ТКП 45-3.03-227 есть несколько важных пунктов, которые следует знать и использовать для создания безбарьерной среды и удобных велопарковок: 5.4.8 Места пересечений пешеходных путей с проезжей частью необходимо выполнять в одном уровне, при этом сужение ширины проезжей части не допускается. Уклон пешеходного подхода при спуске к проезжей части должен быть не более 100 ‰. Фрагменты устройства пониженного борта проезжей части приведены в приложении Г. 5.5.6 Для временного хранения велосипедов следует предусматривать стоянки размерами 2,0×0,6 м на один велосипед, разделенные стойками (скобами) высотой 0,75 и длиной 1,6 м | 2011-07-01                                |
| СТБ 1231—2012: Технические средства организации дорожного движения. Разметка дорожная. Общие технические условия                                           | Устанавливает общие технические требования к дорожной разметке (в том числе велосипедных дорожек и полос), применяемой на дорогах, предназначенной для организации дорожного движения самостоятельно или в сочетании с другими техническими средствами организации дорожного движения в соответствии с СТБ 1300. | 2013-01-01                                |
| ТКП 45-3.01-284-2014 (02250): Градостроительство. Градостроительный проект детального планирования. Состав и порядок разработки                            | Устанавливает требования к составу, содержанию, порядку разработки, согласования и общественного обсуждения градостроительных проектов детального планирования частей городов, поселков городского типа, сельских населенных пунктов, а также жилых, общественных, производственных, ландшафтно-рекреационных и других территорий, в том числе расположенных за пределами населенных пунктов. | 2014-04-01                                |
| ТКП 45-3.01-285-2014 (02250): Градостроительство. Градостроительный проект специального планирования. Состав и порядок разработки                          | Устанавливает основные положения, а также общие требования и рекомендации по разработке градостроительных проектов специального планирования. Конкретные требования к составу, содержанию, порядку проектирования и согласования градостроительных проектов специального планирования устанавливают в задании на проектирование в соответствии с отраслевой спецификой и с учётом сложности проектируемых объектов. | 2014-04-01                                |
| ТКП 45-3.01-286-2014 (02250): Градостроительство. Градостроительный проект общего планирования. Генеральный план населенных пунктов. Основные положения    | Устанавливает требования к составу, содержанию, порядку разработки и согласования генеральных планов городских и сельских населённых пунктов на территории Республики Беларусь. | 2014-04-01                                |
| СТБ 1300—2014: Технические средства организации движения. Правила применения                                                                               | Устанавливает правила применения на автомобильных дорогах общего пользования, улицах населенных пунктов, а также автомобильных дорогах необщего пользования, железнодорожных переездах технические средства организации дорожного движения. Комментарий ГАИ С 1 января 2019 года вступили в силу изменения № 3 в СТБ 1300—2014 «Технические средства организации дорожного движения. Правила применения». Среди прочих нововведений в них предусмотрено применение дорожных знаков: 4.5.3 «Начало велосипедной дорожки с разрешенным движением пешеходов». 4.6.3 «Начало пешеходной дорожки с разрешенным движением велосипедистов» — символ пешехода нанесен в верхней части знака, а велосипеда — в нижней — применяется в случаях, когда при отсутствии велосипедной дорожки по пешеходной дорожке или тротуару разрешается движение велосипедистов. 4.11.1 (4.11.2) «Начало пешеходной и велосипедной дорожки» — символы пешехода и велосипеда разделены вертикальной линией — применяются для обозначения дорожек, предназначенных для движения пешеходов и велосипедистов, когда полосы движения для пешеходов и велосипедистов отделены. | 2014-09-01                                |
| ГОСТ 33150-2014. Дороги ав-томобильные общего пользования. Проектирование пешеходных и велосипедных дорожек. Общие требования                              | Межгосударственный ГОСТ Таможенного союза и распространяется и на Республику Беларусь. Устанавливает общие требования к проектированию пешеходных и велосипедных дорожек на автомобильных дорогах общего пользования (загородные дороги), их размещению и основным параметрам в целях обеспечения безопасности дорожного движения. | 016-01-002 с правом досрочного применения |
| ТКП 586—2016 (33200) Автомобильные дороги. Порядок проведения работ по организации дорожного движения при содержании                                       | Распространяется на автомобильные дороги общего пользования, содержит классификацию видов работ по организации дорожного движения, требования к управлению дорожным движением на автомобильных дорогах, к разработке, составу, содержанию и оформлению технической документации по организации дорожного движения. В ТКП 586 пункт 10 посвящён организации движения пешеходов и велосипедистов: 10. Организация движения пешеходов и велосипедистов … 10.3 Активная, пассивная и психологическая безопасность движения пешеходов и велосипедистов достигается выполнением следующих мероприятий: - разделением путей движения ТС и пешеходов (велосипедистов); - исключением пересечений транспортных и пешеходных потоков; - организацией перехода автомобильных дорог пешеходами в специально оборудованных и обозначенных местах; - освещением автомобильных дорог в наиболее опасных для движения пешеходов (велосипедистов) местах; - внедрением мероприятий по уменьшению скорости движения; - внедрением современных ТСОДД. 10.4 При проектировании возведения и реконструкции автомобильных дорог и улиц разделение путей движения ТС и пешеходов (велосипедистов) осуществляется с учётом выполнения требований ТКП 45-3.03-19 и ТКП 453.03-227 путём устройства тротуаров и пешеходных (велосипедных) дорожек. Тротуары или пешеходные дорожки рекомендуется устраивать на автомобильных дорогах всех категорий, проходящих через населённые пункты, и на подходах к ним. На автомобильных дорогах I—III категорий тротуары или пешеходные дорожки обязательны на всех участках, проходящих через населённые пункты, и на подходах к ним независимо от интенсивности движения пешеходов. При проектировании пешеходных путей следует стремиться к обеспечению их психологической привлекательности для пешеходов путем соблюдения следующих принципов: - максимального учёта сложившихся путей движения пешеходов; - трассирования пешеходных путей по кратчайшему расстоянию; - исключения поворота пешеходных путей под неестественным для ходьбы углом (прямой и близкие к нему углы); - недопущения прохождения пешеходных путей по заболоченным участкам, у подошвы высокой насыпи и др. 10.5 В условиях сложившейся плотной застройки населенных пунктов рекомендуется поэтапное создание благоприятных условий для передвижения пешеходов, включающее в себя: - устройство на обочинах усовершенствованного покрытия с одновременным нанесением линий разметки 1.2 по СТБ 1231. При необходимости может быть произведено сужение полос движения ТС до 3,0 м; - установку пешеходных ограничивающих и (или) дорожных ограждений. Комментарий Минского велосипедного общества: Исходя из указанных нормативов можно сделать вывод: На автомобильных дорогах I—III категорий (с интенсивностью движения от 2000 автомобилей в час) тротуары или пешеходные дорожки необходимо создавать на всех участках, проходящих через населенные пункты, и на подходах к ним независимо от интенсивности движения пешеходов. В условиях сложившейся плотной застройки населенных пунктов рекомендуется наносить разметку 1,2 и сужать полосы движения ТС до 3,0 м. Это может способствовать появлению выделенных пешеходных и велосипедных полос на проезжей части и созданию безопасных условий передвижения по ним. В большинстве малых населённых пунктов Республики Беларусь ширина полос на проезжей части превышает 3,5 м. При этом в деревнях и агрогородках может отсутствовать пешеходная зона или тротуар. Сужение полос до 3,0 м может позволить создать зону для движения пешеходов и велосипедистов как путём нанесения разметки 1.2 по СТБ 1231, так и с помощью других архитектурно-планировочных и организационных мероприятий. Также сужение полос и ограничение скорости движения ТС может способствовать созданию велополос — дорожной инфраструктуры для велосипедистов на проезжей части. | 2016-12-01                                |

В целом же требования к проектированию велоинфраструктуры в перечисленных технических документах занимают маргинальное место. Так, в ТКП «Улицы населенных пунктов» данной теме уделяется не более страницы текста. Тем не менее, в п.5.5.6 данного документа можно найти требования к размещению велопарковок, чем успешно пользовались активисты.
В ТКП 586—2016 «Автомобильные дороги» пункт 10 посвящен организации движения пешеходов и велосипедистов:
10.4 ... Тротуары или пешеходные дорожки рекомендуется устраивать на автомобильных дорогах всех категорий, проходящих через населенные пункты, и на подходах к ним. На автомобильных дорогах I-III категорий тротуары или пешеходные дорожки обязательны на всех участках, проходящих через населенные пункты, и на подходах к ним независимо от интенсивности движения пешеходов.
Тем не менее, поскольку данная норма не носит обязательный характер, на практике ею часто пренебрегают.
В 2012 году БелНИИП Градостроительства по заданию Министерства архитектуры и строительства (МАиС) разработало «Методические рекомендации по проектированию велодорожек в населенных пунктах», которые имели необязательный характер. 16 июля 2017 года МВО предоставило свои предложения по изменению Методических рекомендаций.
В ноябре 2017 года МАиС приступило к разработке первого «велосипедного» ТКП, обязательного к применению. Предложения, составленные экспертной командой проекта «Городское велодвижение в Беларуси», были направлены до завершения первоначального приёма рекомендаций 15 января 2018 года. Однако на момент составления обзора работа по созданию стандарта была «заморожена».
В 2018 году УП «Минскградо» начало разработку ТКП «Градостроительство. Правила застройки и планировки города Минска». Стандарт устанавливает нормы по градостроительному проектированию Минска в пределах городской черты, обязательные для всех физических и юридических лиц, осуществляющих архитектурную, градостроительную и строительную деятельность на территории Республики Беларусь, независимо от форм собственности и подчиненности. Один из разделов документа посвящен планировочной организации путей велодвижения. Первоначальный приём рекомендаций был завершён 12 октября 2018 года. Экспертная команда проекта «Городское велодвижение в Беларуси» составила предложения и дополнения к тексту стандарта, который касается планирования велоинфраструктуры и отправила их в УП «Минскградо» 25 сентября 2018 года. На март 2020 года работа по согласованию и утверждению данного технического документа не была завершена.
Это всё приводит к тому, что в 2017—2019 годах продолжают появляться масштабные автомобиле-ориентированные проекты, не учитывающие в полной мере интересы города, велосипедистов и пешеходов. Минский велоофицер Павел Нищенко приводит пример реконструкции проспекта Дзержинского в Минске — результатом неудачного проектирования стали подземные переходы практически на каждом перекрестке, слишком широкая проезжая часть и высокая скорость автомобилей, отсутствие зелени, пешеходов и велосипедистов. Павел Горбунов приводит в пример реконструкции улицы Куйбышева в 2017 году, улицы Богдановича в районе перекрестка Сторожевской в 2018 году и улицы Первомайской в районе железнодорожного вокзала в 2019 году. Все эти улицы после реконструкции остались без велодорожек, поскольку приоритет в распределении пространства отдают не велодвижению. Тем не менее, если ширины улицы хватает и нет очевидных проблем с проектированием, велодорожки в Минске проект всё-таки закладывают, как это случилось при реконструкции улицы Клары Цеткин в 2019 году.